# Saujon
Ne doit pas être confondu avec Saugon, commune du département de la Gironde
Saujon (prononcé [so.ʒɔ̃]) est une commune du Sud-Ouest de la France, située dans le département de la Charente-Maritime (région Nouvelle-Aquitaine). Ses habitants sont appelés les Saujonnais et les Saujonnaises.
Avec 7314 habitants (2021), ce chef-lieu de canton de la périphérie nord de Royan est aujourd'hui la neuvième ville du département et occupe le deuxième rang parmi les 33 communes de la communauté d'agglomération Royan Atlantique. Saujon doit ce classement à sa situation géographique favorable, dont elle a su tirer un grand profit, ainsi qu'à des atouts naturels contribuant à l'essor de son économie locale.
La ville s'est d'abord développée au XVIIe siècle comme port fluvial sur la Seudre avec son Port de Ribérou. Grâce à sa position privilégiée au sud-ouest du département, à proximité de Royan alors en pleine expansion, elle devient dès la seconde moitié du XIXe siècle une importante halte ferroviaire, puis, au siècle suivant, un carrefour routier incontournable. Grâce à ce rôle de transit et d'échanges, Saujon est devenue une ville de forte tradition commerciale et de services, particulièrement renommée pour ses foires mensuelles.
Depuis la fin du XIXe siècle, Saujon est également devenue une station thermale et une station touristique recherchée faisant partie de la frange continentale de la Côte de Beauté. C'est pourquoi elle s'est dotée d'équipements d'accueil modernes (hôtels, restaurants, campings) et de structures culturelles et sportives (salle de spectacles, base de loisirs, promenade des berges de la Seudre, piscine, stades et gymnases).

## Géographie

### Présentation
Localisée dans la partie sud-ouest de la Charente-Maritime, aux confins de la presqu'île d'Arvert et au fond de l'estuaire de la Seudre, Saujon est un pôle économique dynamique (fonctions tertiaires : zones commerciales et artisanales, tourisme; station thermale) profitant d'une situation géographique particulièrement favorable, à peu de distance des stations balnéaires de la côte de Beauté. Faisant partie de la Saintonge maritime et de la région naturelle du Royannais, la ville est à une dizaine de kilomètres en retrait de l'estuaire de la Gironde, et guère plus éloignée de l'océan Atlantique. Appartenant au midi atlantique, la commune peut être rattachée à deux grands ensembles géographiques, le Grand Ouest français et le Grand Sud-Ouest français.

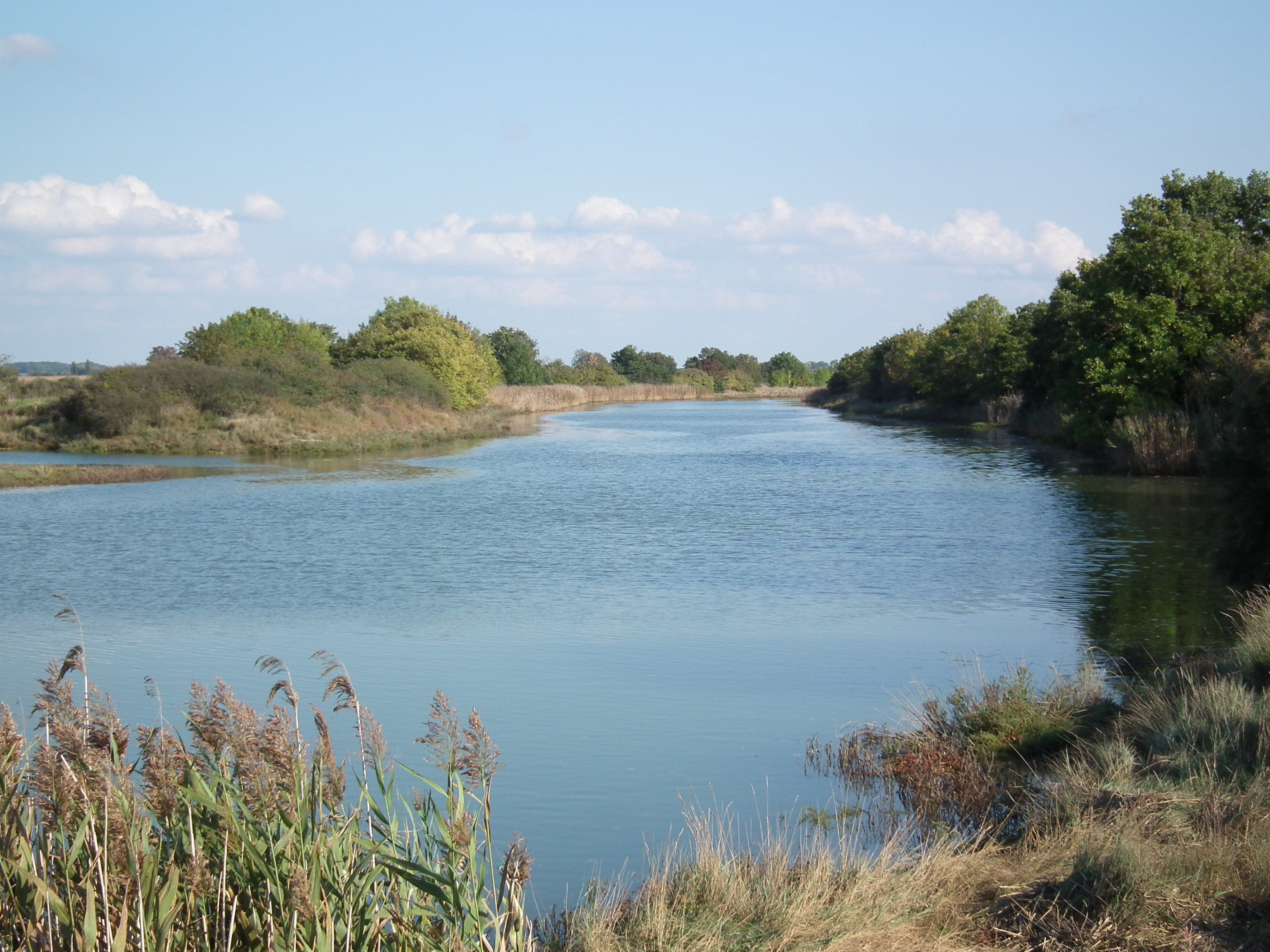
La Seudre à hauteur du hameau du Breuil.

Connaissant un développement croissant depuis quelques années — sa population fait un bond en vingt ans, passant de 4 891 habitants en 1990 à 6 796 habitants en 2010 —, Saujon bénéficie de la proximité de villes moyennes bien équipées (Royan, dont elle tend à devenir désormais une banlieue résidentielle, mais aussi Saintes, poumon économique de la Saintonge, mise à moins de vingt minutes de la ville par la N150) et de petits centres urbains de taille moins importante, mais formant autant de relais émaillant le territoire (Cozes, Le Gua, La Tremblade...).
La commune est à la tête du canton de Saujon, territoire marqué tout à la fois par la ruralité et par la périurbanisation, de nombreuses communes étant situées dans l'aire d'influence forte de Royan (Médis, Saint-Sulpice-de-Royan, Semussac). Elle est rattachée administrativement à l'arrondissement de Saintes. Distante de 9,7 km de Royan, elle est en outre à 10,2 km de Breuillet, 12,2 km de Cozes, 20 km de La Tremblade, 23,8 km de Saintes, 30,2 km de Rochefort, 57,1 km de La Rochelle, la préfecture départementale, et 96,2 km de Bordeaux, la grande métropole et préfecture régionale.

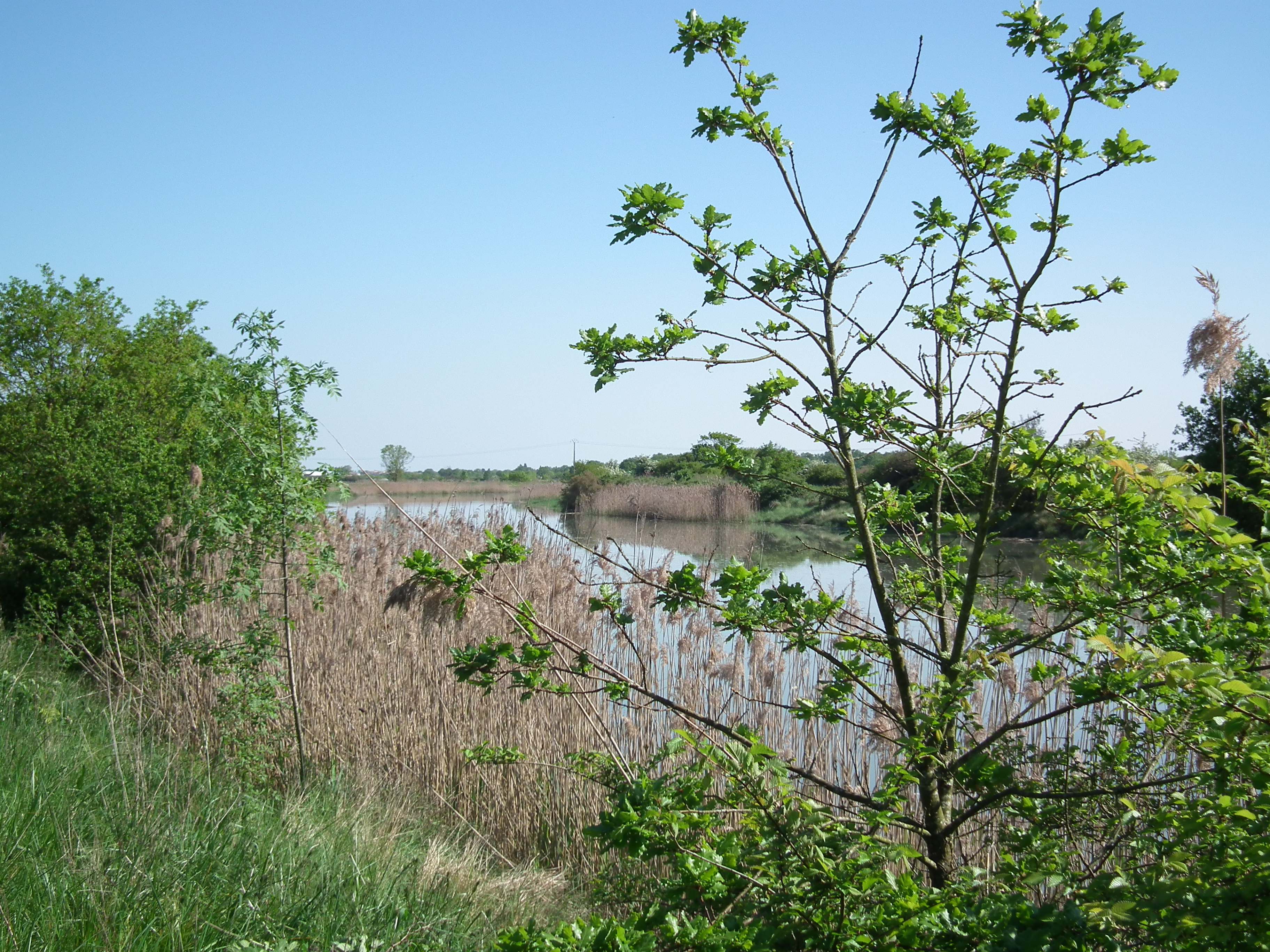
Les marais de la Seudre, un écosystème d'une étonnante diversité.

Saujon est au cœur d'une région constituée pour partie d'une plaine alluviale où dominent les prairies humides (marais de Peudrit, marais de la Cornillère, marais de l'Éguille, Grand marais et Grandes Versennes) irriguées par la Seudre, qui formait un vaste golfe marin il y a encore quelques siècles. Le territoire communal est ainsi composé de 36 % de zones humides, essentiellement des marais salés (33 %) et des marais intérieurs doux (2 %). Occupant un site fluvial de premier plan, la ville dispose d'un avant-port, Ribérou, qui s'est développé à l'endroit précis où l'influence de la marée se fait encore sentir, permettant la navigation fluviale maritime depuis des temps immémoriaux. La création de Saujon et son essor ultérieur doivent donc beaucoup à la configuration du site, qui, aujourd'hui, représente davantage un atout touristique avec l'essor de la navigation de plaisance. Aux abords du port, les marais de La Lande ont été mis en valeur par la création d'une base de loisirs, de plans d'eau et de sentiers de promenade bordant la Seudre et ses roselières ; ces aménagements permettent aux citadins un contact direct avec la nature, sans véritablement avoir à s'éloigner du centre-ville.

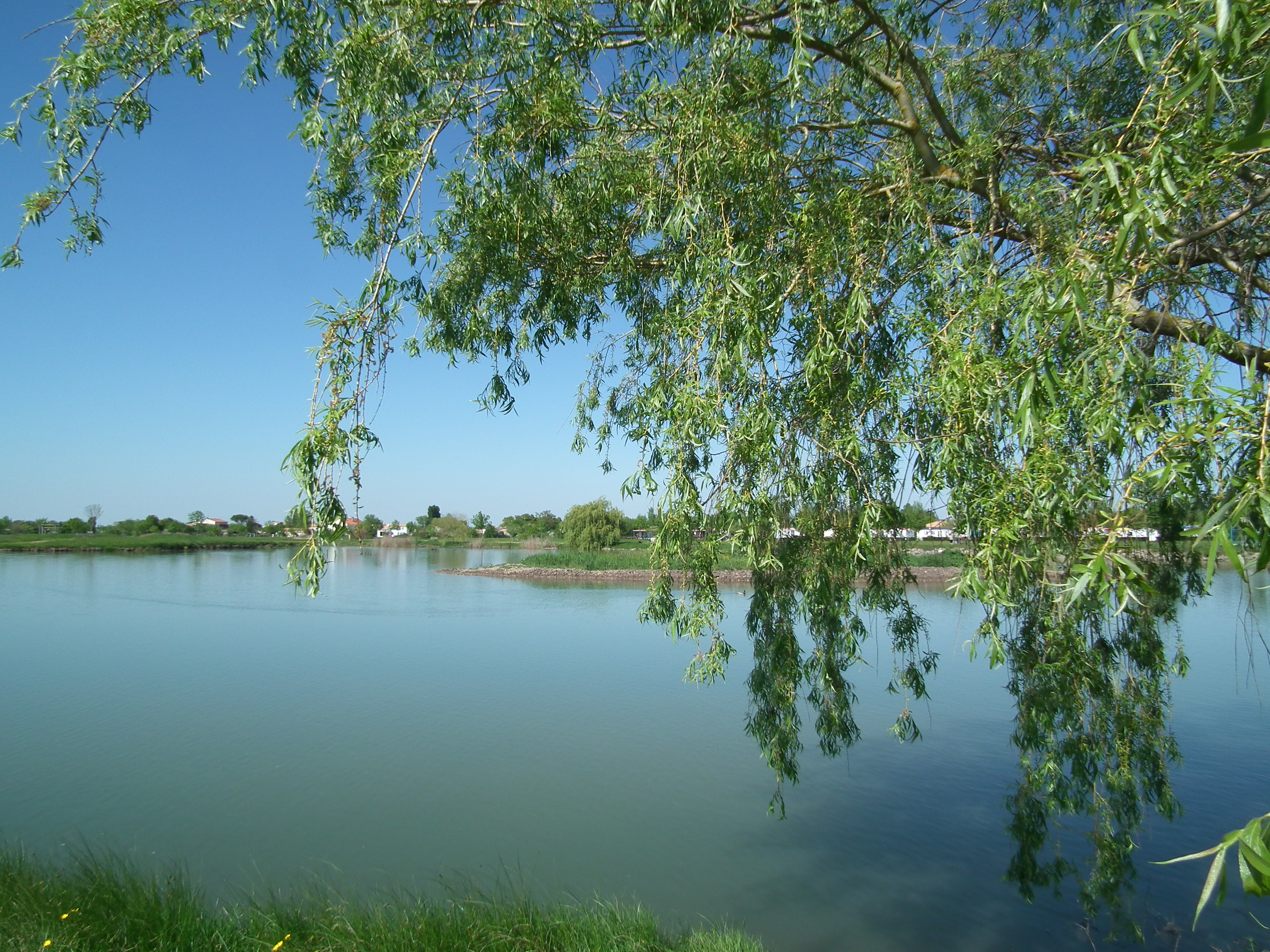
Les étangs de La Lande, aux portes du centre-ville : un lieu de promenade prisé.

D'anciennes îles et presqu'îles sont situées de part et d'autre de ces vastes étendues palustres, parfaitement lisibles sur les cartes géologiques. L'une de ces îles englobait les quartiers du Puit-Doux et de La baratte, remontant au nord/ouest vers La Lande; une autre englobait l'Îlatte et une partie des Grandes Versennes; un îlot émergeait au Peudrit. Le littoral se situait au niveau du Breuil, qui formait la partie méridionale d'une presqu'île portant également L'Éguille. Cette ancienne presqu'île, aux sols plus anciens (crétacé), porte quelques-uns des massifs forestiers de la commune : bois de la Fuie, bois du Four... Au sud de la commune, le hameau de Chaillonnais est au cœur de « champagnes » calcaires, au sol parfois ingrat (Chaillonnais tire son nom du mot « chaille » : caillou). Cette partie du territoire reste assez boisée, avec le bois de la Fenêtre et celui de Chaillonais.
Les paysages de la commune sont essentiellement composés de terres agricoles (79 %); on y cultive blé, maïs, tournesol, mais aussi primeurs (melon charentais); la vigne est cultivée en certains endroits, servant à produire cognac, pineau-des-charentes et vin de pays charentais; enfin, une partie des marais sert au pacage des bovins, des ovins, voire des chevaux. Les territoires artificialisés — zones urbaines et commerciales — représentent 18 % de la surface communale, un chiffre en augmentation du fait de l'urbanisation croissante des régions littorales (étalement urbain).
Le réseau hydrographique est composé de la Seudre, de la Vieille Seudre (bras secondaire du fleuve, depuis Pompierre jusqu'au pont de la rue Carnot), et des ruisseaux du Peudrit, du Bertus (qui se jettent tous deux dans la Seudre au niveau du port de Ribérou) et du Courant Potin (partiellement canalisé). De nombreux canaux sillonnent les marais, dont un important canal de dessèchement parallèle à la Seudre au niveau de La Lande, et le canal de Dercie, au nord de la commune. La Seudre, qui forme un modeste ruban verdoyant jusqu'en centre-ville, prend de l'ampleur à partir du port de Ribérou, d'où elle devient navigable.

### Communes limitrophes
| L'Éguille              | Le Gua | Sablonceaux           |
| Saint-Sulpice-de-Royan | Saujon | Saint-Romain-de-Benet |
|                        | Médis  | Le Chay               |

### Voies de communication et transports

#### Voies routières
Saujon est avant tout un important carrefour routier en Saintonge où rayonnent pas moins de cinq axes importants qui la relient aux deux grands pôles économiques des environs — Saintes et Royan — via la N150, à Saint-Sulpice-de-Royan, Arvert et La Tremblade (sur la rive gauche de la Seudre) via la D14, au Gua, Saint-Just-Luzac et Marennes (sur la rive droite du fleuve) via la D 1 et la D131 et au Chay, Grézac et Cozes, en direction de Bordeaux, via la D17. Enfin, un réseau de routes secondaires et de chemins vicinaux quadrille le territoire communal, permettant de désenclaver les différents hameaux et lieux-dits.

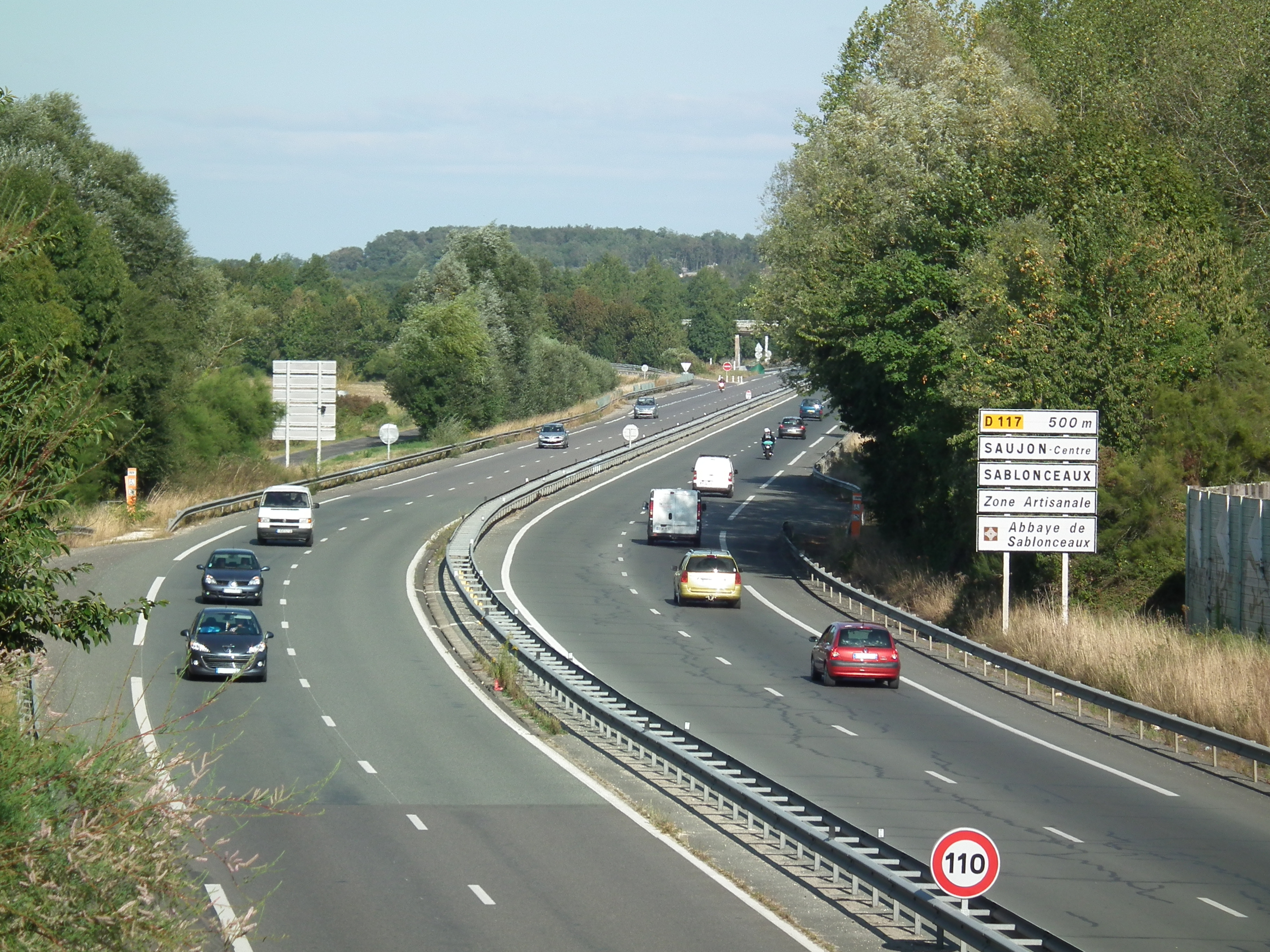
La rocade (N150) extrémité occidentale de la route Centre-Europe Atlantique.

Le schéma routier départemental (2010-2030) prévoit de faire de Saujon une des « portes d'entrées » du Pays Royannais. Déjà contournée par une voie rapide à 2X2 voies, la N150 (extrémité occidentale de la Route Centre-Europe Atlantique), qui lui permet de n'être qu'à environ dix minutes du centre-ville de Royan et à moins de vingt minutes de Saintes, Saujon deviendra dans les années à venir un pôle majeur à partir duquel le trafic routier sera réparti vers les différentes communes du Pays Royannais, afin d'éviter les fréquents engorgements aux entrées de Royan et faciliter l'accès aux communes périphériques.
La 2X2 voies Saintes-Saujon serait ainsi prolongée vers Royan, évitant le centre-ville de Médis et venant se raccorder à la rocade de Royan. Ce nouvel axe serait traité en boulevard urbain ponctué de giratoires entre l'aérodrome et l'échangeur de Belmont, « améliorant esthétiquement l'entrée dans Royan ». Dans la même optique de fluidifier le trafic et de raccourcir les trajets interurbains, un nouvel axe devrait être tracé entre Saujon et Cadeuil (commune de Sainte-Gemme), permettant d'améliorer l'accès Pays Royannais/Pays Rochefortais, avec possibilité de mise à 2X2 voies de Saujon à Rochefort. Enfin, l'amélioration des routes Saujon/Semussac et Saujon/Cozes est en cours d'étude.
Ces idées, déjà exposées dans les années 1970, ont longtemps été repoussées à plus tard, en dépit d'embouteillages récurrents, en particulier en haute saison, et du caractère accidentogène de cette route. Or, comme le révélait un article de Sud Ouest en 2011, « ce qui était vrai il y a plus de trente ans l'est encore. L'enclavement routier de la côte de Beauté s'est même accentué, si on compare les conditions d'accès à Royan, par la route, aux autres liaisons interurbaines en Charente-Maritime. Le tableau présentant, dans le schéma routier départemental, la vitesse moyenne observée lors des déplacements entre les pôles urbains de Charente-Maritime voit rouge dès qu'il mentionne Royan, qu'on rejoint, presque de partout, à la vitesse d'une cagouille [escargot, en saintongeais] »
Le retour sur le devant de la scène de ce projet de modernisation des infrastructures routières s'est cependant rapidement heurté à un collectif d'opposants, regroupés au sein d'une association baptisée « Terres de Saintonge ». Cette dernière, qui voit le jour à l'initiative de l'agricultrice Christine Bouquet, entend dénoncer ce qu'elle appelle « le saccage de la Saintonge » et des « faisceaux de routes inutiles et futiles en ce temps de crise ».
Dans une volonté de mieux faire connaître la ville aux automobilistes empruntant la N 150, des panneaux touristiques « Saujon, ville thermale » ont été mis en place en 2010, à l'occasion des 150 ans des thermes de Saujon.

#### Voies ferroviaires

Le train des mouettes, ligne touristique reliant la ville à La Tremblade.

La commune dispose d'une gare SNCF située sur la voie ferroviaire Saintes-Royan. Inaugurée en 1875, elle est à l'origine propriété de la Compagnie du chemin de fer de la Seudre. Elle passe ensuite à l'Administration des chemins de fer de l'État, puis à la Société nationale des chemins de fer français en 1937. Jusqu'en 1980, la gare était au carrefour de deux lignes ferroviaires : Saintes-Royan (trafic voyageur et marchandises) et Saujon-La Tremblade (trafic voyageurs et transport des huîtres du bassin de Marennes-Oléron). De nos jours, la gare est avant tout une halte pour les TER Nouvelle-Aquitaine. La ligne Saujon-La Tremblade a quant à elle été reconvertie en ligne touristique, le « train des mouettes ».

#### Transports urbains
La ville est desservie par le réseau de transports urbains Cara'Bus. Exploité depuis le mois de septembre 2008 par la société Veolia Transport, il couvre une grande partie de l'agglomération de Royan. Initialement, seules trois stations avaient été aménagées (Saujon-Gare, Saujon-Mairie et Saujon-Place Richelieu) afin de relier ces trois points névralgiques à la gare multimodale de Royan, plate-forme de correspondance de la quasi-totalité des bus circulant dans l'agglomération. Devant l'accroissement sensible de la population de Saujon (désormais deuxième ville du Pays Royannais) et des activités commerciales associées, ce sont désormais quinze stations qui structurent le territoire communal.
Le 1er février 2016 est mis en service une nouvelle ligne (ligne 15) circulant uniquement à Saujon entre L'Hopiteau (centre commercial Intermarché) et la gare à raison de six rotations par jour dans le sens L'Hopiteau-Gare et cinq rotations dans le sens inverse. Les bus circulent entre 9 heures du matin et 18 heures avec une cadence d'environ un bus par heure en matinée et un bus toutes les deux heures pendant l'après-midi. Les stations desservent les principaux sites de Saujon tels que les centres commerciaux Intermarché, Super U et Leader Price, la mairie, le port de Ribérou, la place Richelieu, la salle de spectacles La Salicorne et le centre nautique. En sus de cette offre purement saujonnaise, deux lignes de bus permettent de rejoindre les autres communes de l'agglomération de Royan :
- La ligne 7, qui part de Saujon-Place Richelieu, passe par les stations Saujon-Mairie et Saujon-Gare avant d'arriver à Médis (centre-ville), dans les pôles commerciaux de Belmont et de Royan II, puis à la gare multimodale de Royan.

Indépendamment de ces lignes régulières, un système de transport à la demande a été mis en place. À terme, des parcs-relais devraient faire leur apparition afin de faciliter l'utilisation des transports urbains.
La commune est également desservie par la compagnie de transports départementaux Les Mouettes, et plus spécifiquement par les lignes 1 (Royan-Rochefort), 12 (Royan-Saintes) et 16 (Royan-La Rochelle).
Une aire de covoiturage comptant neuf places, placée sous son autorité, a été mise en place près de la gare. Elle s'inscrit dans une politique visant à développer ce mode de transport qui a conduit à aménager 14 aires de ce type dans tout le département en 2013, chiffre qui devrait passer à 64 avant 2014 et permettre de favoriser les liaisons entre les principales villes du département.

### Climat
Le climat dont bénéficie la Charente-Maritime est un climat océanique tempéré de type aquitain, marqué par un ensoleillement moyen assez important : avec 2 250 heures par an, il est comparable à celui que connaît une partie de la côte méditerranéenne. La pluviosité y est modérée, les précipitations ne dépassant pas 1 200 mm par an. Les températures, quant à elles, varient en moyenne de +5 °C en hiver à +20 °C en été.
Les îles et l'ensemble du littoral de la Charente-Maritime se caractérisent par un climat particulièrement doux en hiver, et rafraîchissant l'été, grâce aux influences océaniques perpétuellement en mouvement (brise marine). Ces conditions climatiques favorables, toujours soumises aux influences de l'océan Atlantique, ont favorisé un véritable microclimat de type sub-méditerranéen et l'existence d'une végétation déjà méridionale. Ainsi la flore se caractérise-t-elle par la présence étonnante de lauriers-roses, eucalyptus, agaves, et même les mimosas se mettent à fleurir dès le mois de janvier.

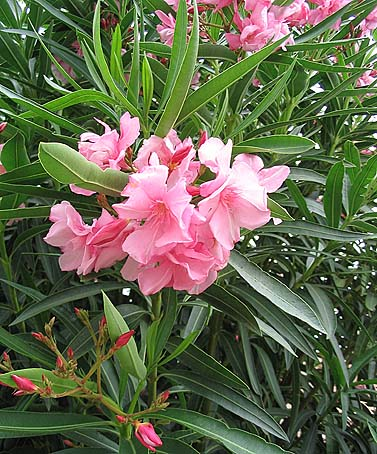
Le laurier-rose, l'une des nombreuses espèces méridionales s'épanouissant dans la région.

Aux essences déjà méridionales du chêne vert (ou yeuse) et du cyste, s'ajoutent une forte présence de palmiers, figuiers, orangers et même oliviers. Il existe toutefois un contraste entre le littoral, assez sec et ensoleillé et l'intérieur des terres, davantage pluvieux. La pluviométrie passe ainsi de 750 mm sur le littoral à 950 mm en Haute-Saintonge.
Les relevés de la station météorologique de La Rochelle entre 1946 et 2000 permettent de déterminer quelques dates majeures au point de vue climatique en Charente-Maritime : ainsi, au cours de ce laps de temps, la température la plus froide est relevée le 15 février 1956 : −13,6 °C. Un pic de température (dépassé seulement au cours de la canicule de 2003) est atteint le 8 juillet 1982 avec près de 39 °C à l'ombre. Si 1953 est considérée comme l'année la plus sèche, 2000 est au contraire la plus pluvieuse.
La Charente-Maritime est le département français qui a été le plus durement touché par la tempête Martin du 27 décembre 1999. Les records nationaux de vents enregistrés ont été atteints avec 198 km/h sur l'île d'Oléron et 194 km/h à Royan.
Dans la nuit du 23 au 24 janvier 2009, la région est frappée par la tempête Klaus. Malgré des rafales de vent dépassant les 120 km/h, les dégâts relevés dans la commune demeurent relativement minimes au regard de la situation dans le Médoc tout proche.
Les côtes charentaises et vendéennes sont de nouveau durement éprouvées par la tempête Xynthia qui traverse la région dans la nuit du 28 février au 1er mars 2010. Des bourrasques de près de 140 km/h touchent la ville voisine de Royan. La commune relève quelques dégâts matériels (toitures endommagées, arbres déracinés, mobilier urbain arraché) sans qu'aucune victime ne soit cependant à déplorer.

#### Données générales
La station météorologique de Météo-France installée sur la commune et en service de 1948 à 2010 permet de connaître en continu l'évolution des indicateurs météorologiques. Le tableau détaillé pour la période 1981-2010 est présenté ci-après.
| Mois                                  | jan.            | fév.             | mars            | avril         | mai             | juin           | jui.           | août           | sep.           | oct.          | nov.            | déc.           | année    |
| ------------------------------------- | --------------- | ---------------- | --------------- | ------------- | --------------- | -------------- | -------------- | -------------- | -------------- | ------------- | --------------- | -------------- | -------- |
| Température minimale moyenne (°C)     | 2,7             | 2,5              | 4,4             | 5,9           | 9,8             | 12,4           | 14,3           | 13,8           | 11,3           | 9,2           | 5,1             | 3,5            | 7,9      |
| Température moyenne (°C)              | 6,3             | 6,9              | 9,3             | 11,1          | 15,2            | 17,9           | 20,2           | 20,1           | 17,4           | 14,1          | 9,3             | 7              | 12,9     |
| Température maximale moyenne (°C)     | 9,9             | 11,4             | 14,3            | 16,3          | 20,7            | 23,5           | 26,1           | 26,5           | 23,4           | 19            | 13,5            | 10,5           | 18       |
| Record de froid (°C) date du record   | −14 16.01.1985  | −13,6 15.02.1956 | −8 06.03.1971   | −3 21.04.1991 | −1 08.05.1974   | 2,5 02.06.1975 | 4,4 08.07.1954 | 3,5 21.08.1951 | 0,8 21.09.1977 | −3 31.10.1949 | −7,5 24.11.1998 | −10 28.12.1962 | −14 1985 |
| Record de chaleur (°C) date du record | 17,7 13.01.1993 | 26,6 15.02.1958  | 25,2 23.03.1996 | 30 15.04.1949 | 34,5 30.05.1996 | 38 30.06.1952  | 40 12.07.1949  | 39 11.08.1952  | 36 01.09.1961  | 30 01.10.1997 | 24 11.11.1983   | 20 16.12.1989  | 40 1949  |
| Précipitations (mm)                   | 90,6            | 64,1             | 65,3            | 76            | 64,4            | 51,5           | 49,8           | 44,9           | 71,5           | 105,7         | 106,1           | 104,1          | 894      |

| Ville             | Ensoleillement · (h/an) | Pluie · (mm/an) | Neige · (j/an) | Orage · (j/an) | Brouillard · (j/an) |
| ----------------- | ----------------------- | --------------- | -------------- | -------------- | ------------------- |
| Médiane nationale | 1 852                   | 835             | 16             | 25             | 50                  |
| Saujon            | 2250                    | 755             | 4              | 13             | 26                  |
| Paris             | 1 717                   | 634             | 13             | 20             | 26                  |
| Nice              | 2 760                   | 791             | 1              | 28             | 2                   |
| Strasbourg        | 1 747                   | 636             | 26             | 28             | 69                  |
| Brest             | 1 555                   | 1 230           | 6              | 12             | 78                  |
| Bordeaux          | 2 070                   | 987             | 3              | 32             | 78                  |

### Environnement

#### Gestion de l'eau
Saujon dépend de l'agence de l'eau Adour-Garonne, établissement public chargé de la protection de l'eau et des milieux aquatiques dans le Grand Sud-Ouest. Un ouvrage de production d'eau potable est situé dans la commune, à La Bourgeoisie; un autre a été aménagé à quelques centaines de mètres de là, à Pompierre (commune du Chay).
La gestion de l'assainissement de la commune, quant à elle, est transférée à la communauté d'agglomération. Les eaux usées sont traitées par la station d'épuration de Saint-Palais-sur-Mer qui a une capacité de 175 000 équivalent habitants.

#### Gestion des déchets
La collecte des ordures ménagères (conteneurs verts) est effectuée deux fois par semaine, le mardi et le vendredi soir. Celle des emballages ménagers recyclables (conteneurs jaunes) est réalisée le samedi soir, et celle des déchets végétaux, le jeudi soir. Des colonnes de recyclage du verre sont disponibles en de nombreux points de la commune. Une déchèterie est à disposition des habitants dans la commune. Le service est gratuit et réservé aux particuliers. Une déchèterie spécialisée est mise à disposition des professionnels à Saint-Sulpice-de-Royan (Zone d'activités de la Queue de l'âne).
Les ordures sont ensuite acheminées par camion vers le centre de transfert de Médis, puis, de là, des camions gros porteurs les acheminent vers le centre d'enfouissement de Clérac.

## Urbanisme

### Typologie
Au 1er janvier 2024, Saujon est catégorisée petite ville, selon la nouvelle grille communale de densité à 7 niveaux définie par l'Insee en 2022.
Elle appartient à l'unité urbaine de Saujon, une unité urbaine monocommunale constituant une ville isolée,. Par ailleurs la commune fait partie de l'aire d'attraction de Royan, dont elle est une commune de la couronne,. Cette aire, qui regroupe 26 communes, est catégorisée dans les aires de 50 000 à moins de 200 000 habitants,.
La commune, bordée par l'océan Atlantique, est également une commune littorale au sens de la loi du 3 janvier 1986, dite loi littoral. Des dispositions spécifiques d’urbanisme s’y appliquent dès lors afin de préserver les espaces naturels, les sites, les paysages et l’équilibre écologique du littoral, tel le principe d'inconstructibilité, en dehors des espaces urbanisés, sur la bande littorale des 100 mètres, ou plus si le plan local d’urbanisme le prévoit.

### Occupation des sols

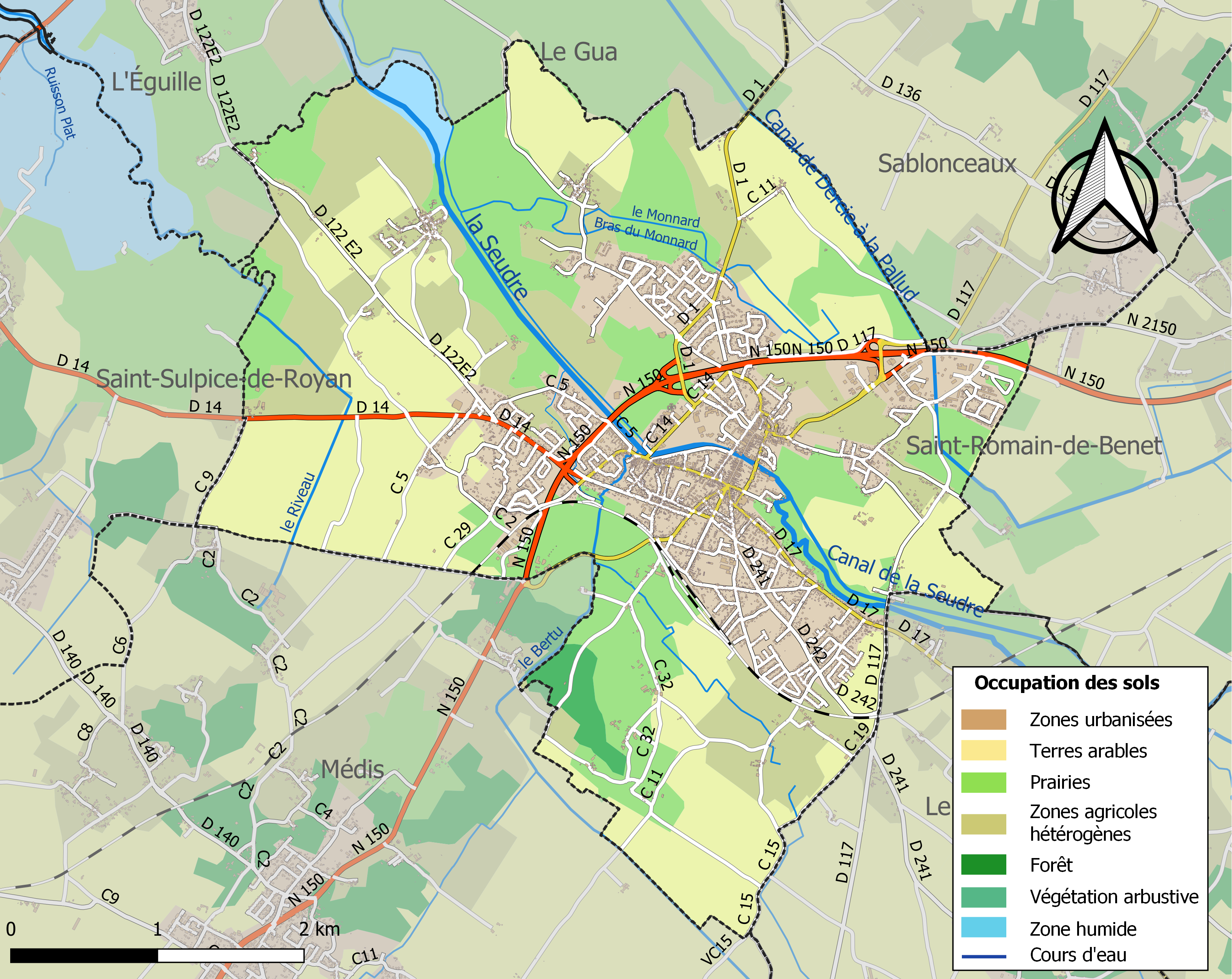
Carte des infrastructures et de l'occupation des sols de la commune en 2018 (CLC).

L'occupation des sols de la commune, telle qu'elle ressort de la base de données européenne d’occupation biophysique des sols Corine Land Cover (CLC), est marquée par l'importance des territoires agricoles (75,2 % en 2018), en diminution par rapport à 1990 (82,5 %). La répartition détaillée en 2018 est la suivante : 
terres arables (32 %), prairies (23,9 %), zones urbanisées (20,1 %), zones agricoles hétérogènes (19,3 %), zones industrielles ou commerciales et réseaux de communication (2,5 %), forêts (1,2 %), zones humides côtières (0,9 %).
L'IGN met par ailleurs à disposition un outil en ligne permettant de comparer l’évolution dans le temps de l’occupation des sols de la commune (ou de territoires à des échelles différentes). Plusieurs époques sont accessibles sous forme de cartes ou photos aériennes : la carte de Cassini (XVIIIe siècle), la carte d'état-major (1820-1866) et la période actuelle (1950 à aujourd'hui).

### Morphologie urbaine
L'habitat s'est longtemps concentré autour de trois quartiers principaux, qui ont fini par se rejoindre et ne former qu'un seul et même ensemble. Le quartier de l'église (ou du château), autour de l'église Saint-Martin, puis de la nouvelle église Saint-Jean-Baptiste, le quartier de la Croix, où se trouvent désormais l'hôtel de ville et la poste, et le quartier de Ribérou, autour du port du même nom. Tous ces quartiers appartenaient à une seule et même paroisse, et ont donc formé une seule et même commune au moment de la Révolution.

#### Quartier du centre-ville
Les deux premiers quartiers, structurés autour d'une grand-rue bordée d'immeubles bourgeois (rue Carnot), de part et d'autre de la Seudre, forment aujourd'hui le centre-ville. La rue Carnot est devenue le cœur commerçant de la ville : semi-piétonne, elle concentre de nombreuses boutiques, bars, restaurants, une petite galerie marchande (galerie Carnot) et, depuis quelques années, la médiathèque communale. En 2010, une initiative de la municipalité en fait l'axe structurant d'une « zone de rencontre » baptisée « espace Carnot » où les piétons et les cyclistes sont prioritaires sur les véhicules, qui ne peuvent pas circuler à plus de vingt kilomètres à l'heure. S'appuyant sur la notion de partage de l'espace, cette initiative vise à faire du centre-ville un espace de promenade, dans le prolongement de la « Taillée verte » (promenade arborée des bords de Seudre), du port de Ribérou, en cours de réaménagement, de la base de loisirs de La Lande et des promenades des marais de la Seudre. L'espace Carnot est formé des rues Carnot, du Bassin, du Lavoir, du Coq et du Château. À terme, il s'étendra à la place de l'Église.

#### Quartier de Ribérou

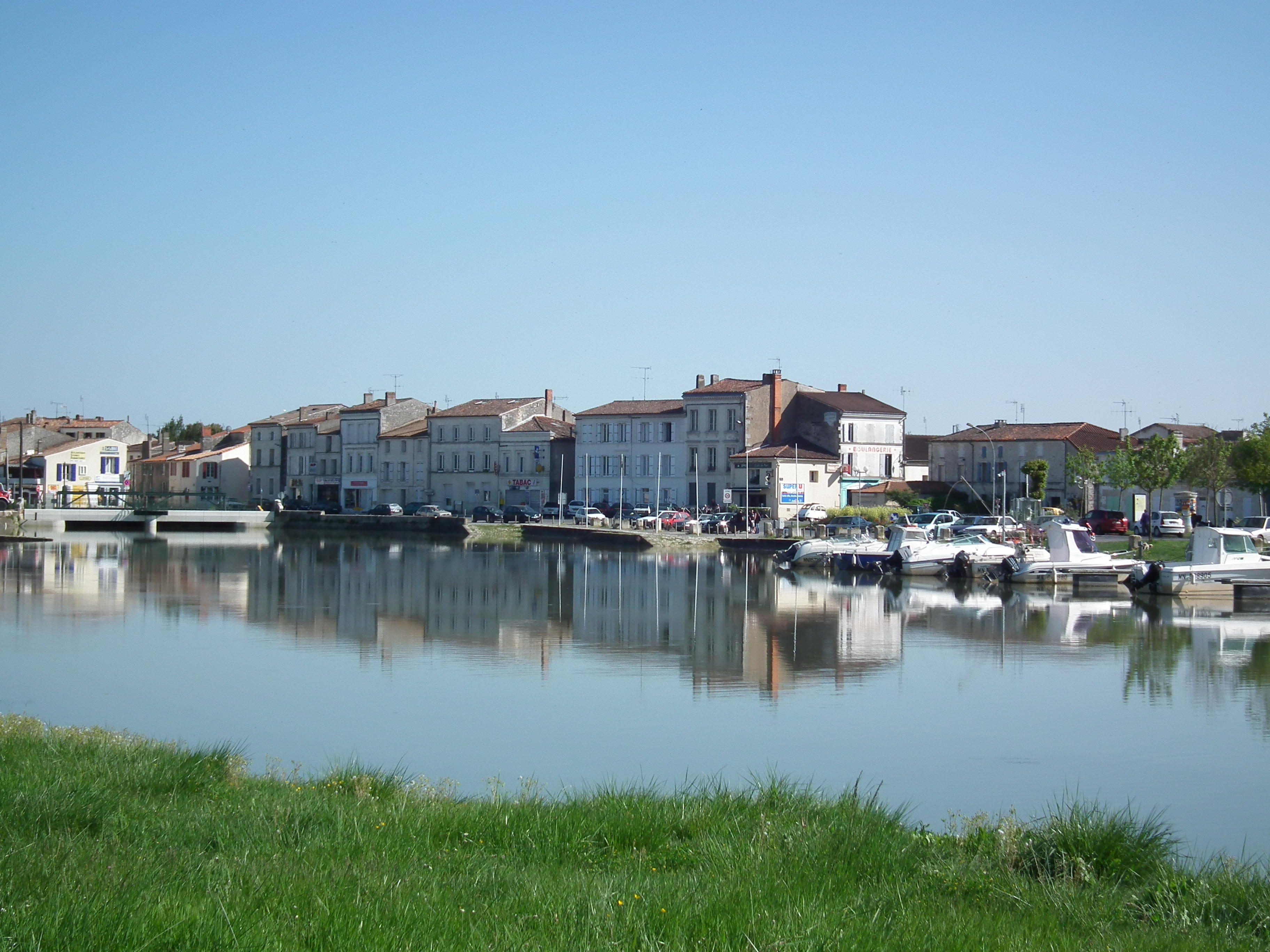
Le quartier de Ribérou est le port fluvial de Saujon qui était très actif au XIXe siècle.

Le quartier de Ribérou s'organise autour de son port fluvial aménagé sur les rives de la Seudre. Ce quartier portuaire, objet d'un important aménagement urbain, situé en aval de la ville-centre est maintenant soudé à cette dernière par une urbanisation continue entamée dès l'époque de la monarchie de Juillet. Il conserve de belles et hautes maisons bourgeoises, en pierres de taille, issues du commerce fluvial alors très actif au XIXe siècle et des maisons traditionnelles, bordées de roses trémières, qui lui confèrent un aspect « village » au milieu de la ville, avec ses ruelles pittoresques (petite rue du Port, rue du Soleil, rue des Canes, rue de la Douane...).

#### Les écarts de la commune
Tendant de plus en plus à être rattrapés par le phénomène de périurbanisation par le développement de lotissements au nord de la rocade, le quartier de l’Îlatte, qui doit son nom à sa situation sur une ancienne et petite île de l'estuaire de la Seudre, fut longtemps une paroisse indépendante. Transformée en commune à la Révolution, elle est finalement rattachée à Saujon. Il se situe au nord de la ville-centre.
Coupé du centre de l'agglomération par les marais de la Cornillère et une série de bosquets (bois de la Fuie, bois du Four), le hameau du Breuil a connu un destin similaire. Il conserve son caractère villageois, avec son petit port de pêche sur la Seudre, ses maisons traditionnelles et une petite école. Un sentier de promenade verdoyant le relie au port de Ribérou.
Tout comme les deux exemples précédents, le hameau de Rangeard, au sud du territoire, fut autrefois une commune indépendante (Les Rangeards-et-Les Perches), rattachée ultérieurement à Saujon. Enfin, divers hameaux ont été ou sont en passe d'être rattrapés par le développement urbain considérable qui caractérise la commune depuis une vingtaine d'années : Le Pontet et La Cabane (au nord de la commune), noyés dans de nouveaux lotissements, Berlan et Pompierre, au sud-est, sur la route du Chay...

### Risques majeurs
Le territoire de la commune de Saujon est vulnérable à différents aléas naturels : météorologiques (tempête, orage, neige, grand froid, canicule ou sécheresse), inondations, mouvements de terrains et séisme (sismicité faible). Il est également exposé à un risque technologique, le transport de matières dangereuses, et à un risque particulier : le risque de radon. Un site publié par le BRGM permet d'évaluer simplement et rapidement les risques d'un bien localisé soit par son adresse soit par le numéro de sa parcelle.

#### Risques naturels
La commune fait partie du territoire à risques importants d'inondation (TRI) du littoral charentais-maritime, regroupant 40 communes concernées par un risque de submersion marine de la zone côtière, un des 21 TRI qui ont été arrêtés fin 2012 sur le bassin Adour-Garonne et confirmé en 2018 lors du second cycle de la Directive inondation, mais annulé en 2020. Les submersions marines les plus marquantes des XXe et XXIe siècles antérieures à 2019 sont celles liées à la tempête du 9 février 1924, à la tempête du 15 février 1957, aux tempêtes Lothar et Martin des 26 et 27 décembre 1999 et à la tempête Xynthia des 27 et 28 février 2010. D’une violence exceptionnelle, la tempête Xynthia a fortement endommagé le littoral de la Charente Maritime : douze personnes ont perdu la vie (essentiellement par noyade), des centaines de familles ont dû être relogées, et, sur un linéaire de l’ordre de 400 km de côte et de 225 km de défenses contre la mer, environ la moitié de ces ouvrages a subi des dommages plus ou moins importants. C’est environ 5 000 à 6 000 bâtiments qui ont été submergés et 40 000 ha de terres agricoles. La commune a été reconnue en état de catastrophe naturelle au titre des dommages causés par les inondations et coulées de boue survenues en 1982, 1983, 1993, 1999 et 2010,.

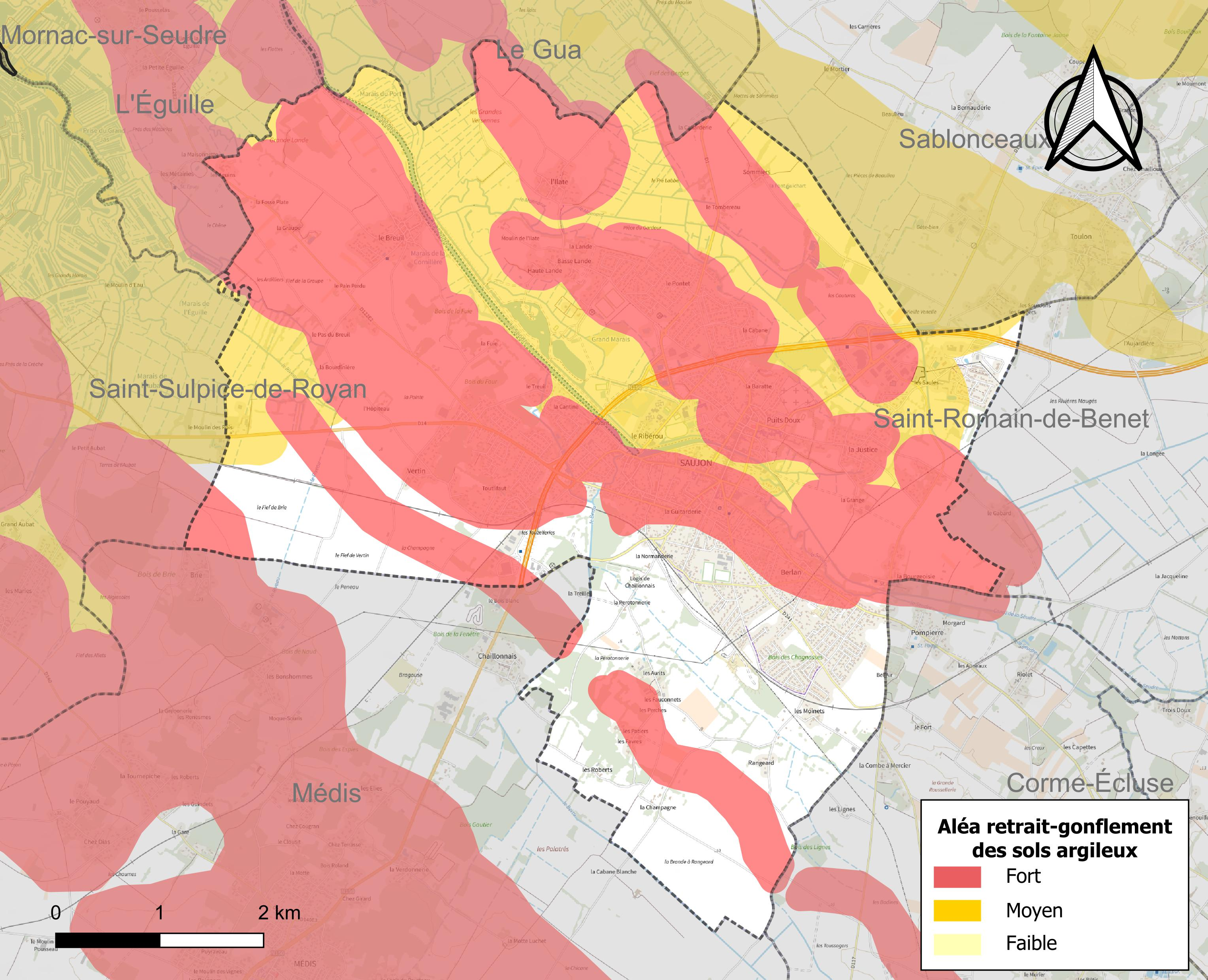
Carte des zones d'aléa retrait-gonflement des sols argileux de Saujon.

Les mouvements de terrains susceptibles de se produire sur la commune sont des tassements différentiels.
Le retrait-gonflement des sols argileux est susceptible d'engendrer des dommages importants aux bâtiments en cas d’alternance de périodes de sécheresse et de pluie. 75 % de la superficie communale est en aléa moyen ou fort (54,2 % au niveau départemental et 48,5 % au niveau national). Sur les 3 644 bâtiments dénombrés sur la commune en 2019, 2 846 sont en aléa moyen ou fort, soit 78 %, à comparer aux 57 % au niveau départemental et 54 % au niveau national. Une cartographie de l'exposition du territoire national au retrait gonflement des sols argileux est disponible sur le site du BRGM,.
Par ailleurs, afin de mieux appréhender le risque d’affaissement de terrain, l'inventaire national des cavités souterraines permet de localiser celles situées sur la commune.
Concernant les mouvements de terrains, la commune a été reconnue en état de catastrophe naturelle au titre des dommages causés par la sécheresse en 1989, 1991, 2002, 2003, 2005, 2009 et 2011 et par des mouvements de terrain en 1999 et 2010.

#### Risques technologiques
Le risque de transport de matières dangereuses sur la commune est lié à sa traversée par une ou des infrastructures routières ou ferroviaires importantes ou la présence d'une canalisation de transport d'hydrocarbures. Un accident se produisant sur de telles infrastructures est susceptible d’avoir des effets graves sur les biens, les personnes ou l'environnement, selon la nature du matériau transporté. Des dispositions d’urbanisme peuvent être préconisées en conséquence.

#### Risque particulier
Dans plusieurs parties du territoire national, le radon, accumulé dans certains logements ou autres locaux, peut constituer une source significative d’exposition de la population aux rayonnements ionisants. Certaines communes du département sont concernées par le risque radon à un niveau plus ou moins élevé. Selon la classification de 2018, la commune de Saujon est classée en zone 2, à savoir zone à potentiel radon faible mais sur lesquelles des facteurs géologiques particuliers peuvent faciliter le transfert du radon vers les bâtiments.

## Économie

### Entreprises et commerces
Saujon est située au cœur d'un bassin d'emploi particulièrement attractif qui correspond à la zone d'emploi de Royan (issue de la partition de l'ancienne zone d'emploi Saintonge maritime, qui regroupait les régions de Royan et de Rochefort), forte de 27 753 emplois en 2008. La zone d'emploi de Royan est, avec celle de La Rochelle, la plus active de l'ex-région Poitou-Charentes, toutes deux profitant « d'un tissu économique et d'une démographie dynamiques » (Insee). La croissance y est particulièrement soutenue, du fait du développement des activités tertiaires.
L'économie de Saujon est essentiellement tournée vers le commerce et les services où le thermalisme joue un rôle de premier plan avec la station thermale de Saujon, premier employeur de la ville avec 150 emplois induits. Outre le centre-ville avec ses nombreux magasins et boutiques spécialisés dans le commerce de détail et les services à la personne (parfumerie et instituts de beauté, salons de coiffure, bijouterie, maroquinerie, librairie...), la ville dispose en périphérie de plusieurs zones d'activité et d'une zone commerciale. Aménagées à la sortie nord de la ville, en bordure de la rocade, les zones d'activité des Sauzes, du Pré du canal et de La croix du bourdon concentrent entreprises et boutiques autour d'un centre commercial de l'enseigne Super U. À l'opposé, à la sortie sud de la ville, en direction de Médis et de Royan, la zone d'activité de La Touzellerie et la zone commerciale de l'Atlantique, ouvertes dans le courant des années 2000, rassemblent également quelques commerces, prestataires de services ainsi qu'un restaurant.
Deux centres commerciaux sont installés sur le territoire communal : l'un du groupe Intermarché, l'autre du groupe Super U. Deux enseignes de hard-discount, Lidl et Aldi, sont également présentes à Saujon.

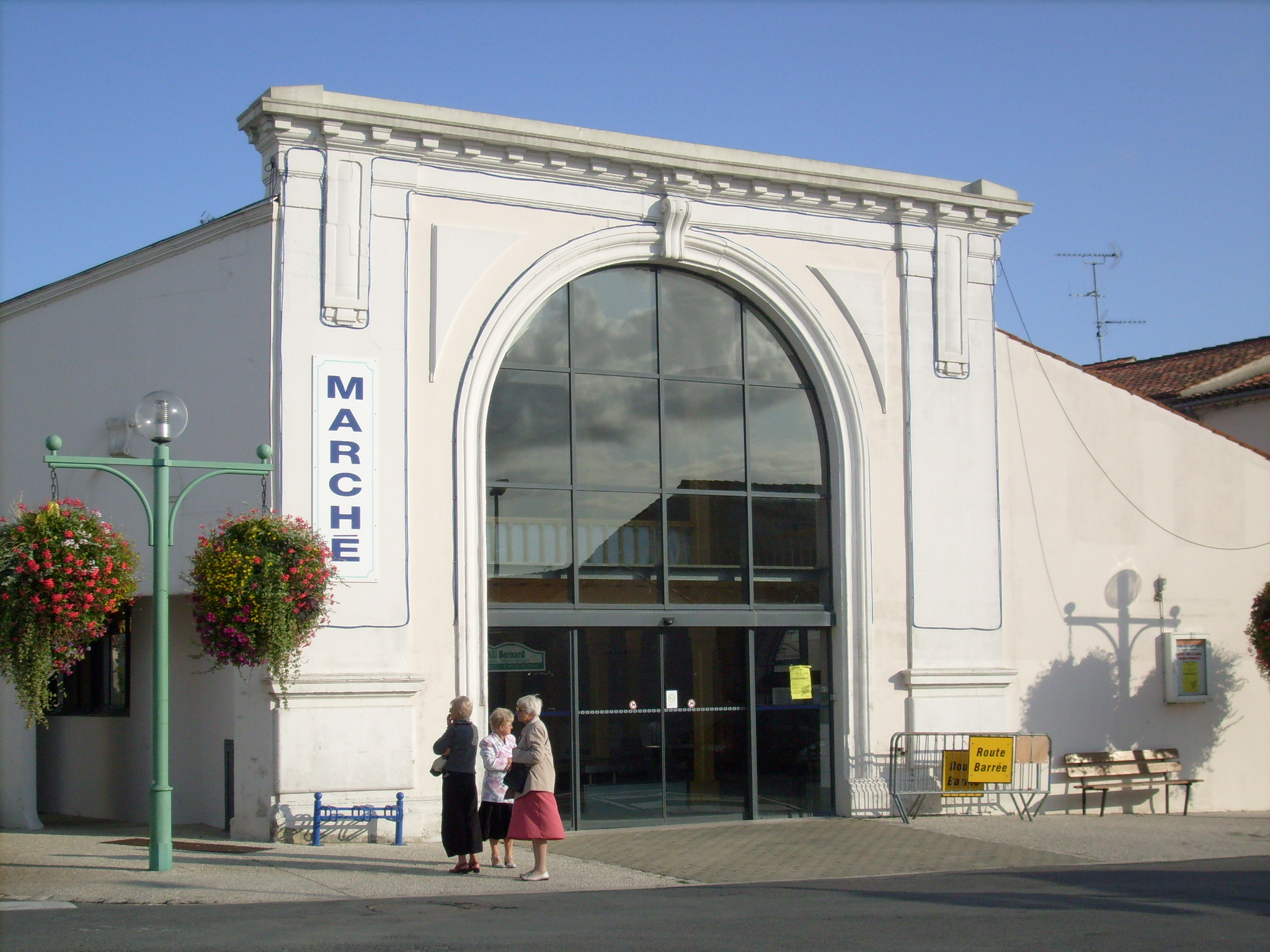
Les halles de Saujon.

Le nombre d'entreprises implantées sur le territoire communal a connu une évolution marquée au cours de la période 2004-2010. Ainsi, rien que pour l'année 2004, 41 nouvelles entreprises avaient vu le jour à Saujon, portant le nombre total d'entreprises implantées à Saujon à 288. Au 31 décembre 2010, ces dernières avaient connu une croissance remarquable, et étaient désormais au nombre de 630, essentiellement des très petites entreprises : 27,1 % ont en effet des effectifs compris entre 1 et 9 salariés, et 5,9 % ont plus de 10 salariés.
Au total, c'est le secteur du commerce et des services qui est prédominant, sa part atteignant 63,5 % (à peine 53,8 % au niveau départemental), suivi par l'administration publique, l'enseignement, la santé et l'action sociale (15,1 %) et la construction (11,9 %). L'agriculture, en constante régression, ne concerne plus qu'une petite partie des actifs (5,7 %). Si elle n'occupe plus la place qu'elle a longtemps tenue dans la vie communale, celle-ci s'est cependant spécialisée dans les cultures maraîchères et légumières qui se sont développées dans la vallée de la Seudre, alimentant les marchés urbains de Royan, Saintes et d'une partie de la presqu'île d'Arvert. La ville de Saujon demeure toujours le siège de foires mensuelles importantes, lesquelles existent depuis environ 200 ans. De même, les halles accueillent toujours les marchés hebdomadaire (du mardi au samedi matin) et contribuent activement à l'animation commerciale du centre-ville. L'industrie reste encore confidentielle (3,8 %), mais tend à se développer.

### Emploi
En 1999, le taux de chômage était supérieur à la moyenne nationale (18 % contre 12,9 %). Dix ans plus tard, en 2009, il ne concerne plus « que » 14,1 % des actifs. Le chômage des hommes est ainsi passé de 14,3 % en 1999 à 10,7 % en 2009, quand celui des femmes est passé de 22,1 % à 17,4 % au cours de la même période. Le nombre d'actifs est passé de 1635 (1999) à 1982 (2009) et le nombre d'emplois sur la zone a connu une hausse spectaculaire, passant de 1679 (1999) à 2049 (2009), phénomène qui témoigne d'une certaine vitalité économique dans cette partie du Pays Royannais. Pour autant, l'attraction exercée par Royan — et dans une certaine mesure Saintes — déjà bien marquée au tournant du siècle, s'est considérablement accrue, du fait notamment de la modernisation des axes de communication. Ainsi, quand 49,5 % des actifs travaillaient encore dans la commune en 1999, ils ne sont désormais plus que 38,2 % dix ans plus tard.
La ville dispose depuis les années 1990 d'un « point emploi ». Devenu un des quatre « CR2i » (centre de ressources et d’informations intercommunal) de l'agglomération royannaise (avec ceux de Royan, La Tremblade et Cozes), il fonctionne en partenariat avec la maison de l'emploi du Pays Royannais, le pôle emploi de Royan, la maison des saisonniers et la mission locale du Pays Royannais, et permet de consulter des offres d'emploi, de bénéficier d'aide pour certaines démarches (rédaction de CV, préparation d'entretiens d'embauche) et de participer à des réunions d'information collective.

## Toponymie
Une hypothèse fait de Saujon une évolution de l'anthroponyme gallo-romain Salvio (Salvianonem, Villa Salvii) qui pourrait laisser supposer la présence d'un domaine à l'emplacement de la ville actuelle. Au Moyen Âge, la ville s'est appelée Savion, Saugion, Saujean, avant de prendre son nom actuel.
En saintongeais, la commune se nomme Saujhon.

## Histoire

### Protohistoire et Antiquité
L'occupation humaine du territoire communal est très ancienne, comme en témoigne un ensemble mégalithique constitué d'une série de dolmens au lieu-dit « La Graupe ». La plupart ont subi les outrages du temps (et des hommes), mais l'un d'eux reste suffisamment bien conservé pour qu'on puisse reconnaître en partie sa structure d'origine. Composé de cinq dalles formant une salle, il a probablement fait partie d'un monument bien plus important, sans doute une allée couverte, à l'image de celle de Pierre-Folle, à Montguyon. Des restes d'outils et des fragments de céramiques, plus récents, ont en outre été collectés en plusieurs endroits.
Il y a plusieurs millénaires (et jusqu'à une époque relativement récente), la Seudre formait un vaste golfe marin ponctué de dizaines d'îles et îlots, s'étendant des côtes du pays d'Arvert à celles du pays de Marennes. Au fond de ce vaste estuaire, sur un petit promontoire, le site primitif de Saujon pourrait avoir été occupé dès la plus haute antiquité, du fait de son potentiel stratégique, tant d'un point de vue économique (havre naturel bien abrité) que défensif.
De fait, quelques siècles av. J.-C., la région est occupée par une peuplade celte, les Santons, qui y introduisent leur civilisation essentiellement rurale, caractérisée par de petites communautés villageoises rassemblant des paysans, des artisans et des commerçants, ainsi que des pêcheurs. Les Santons ont fondé leur « capitale » à Pons, sur un oppidum dominant la vallée de la Seugne, mais ce n'était à l'époque qu'un gros village fortifié.
Après la conquête romaine de 58 av. J.-C., les Romains introduisent par contraste avec les Santons la civilisation urbaine. C'est pourquoi ils ont préféré développer le site de Mediolanum Santonum (Saintes) sur la Charente pour y établir leur capitale. Il semblerait que les Santons aient occupé primitivement le site même de Saujon, qui n'était alors vraisemblablement qu'un petit village de pêcheurs. Cependant, il est plus que certain que les Romains se sont rapidement emparés de ce lieu en raison de sa position particulière sur le fleuve, et l'ont alors activement occupé pour y établir les bases d'un vicus, c'est-à-dire un bourg gallo-romain. En témoigne la découverte, en 1911, lors d'une campagne de fouilles archéologiques, des vestiges d'un temple gallo-romain, démontrant que la cité avait sans doute quelque importance, fort probablement à partir du premier siècle de l'ère chrétienne lors de l'apogée de Mediolanum Santonum.

### Moyen Âge
En dépit de la chute de l'Empire romain en 476, Saujon reste une cité prospère, grâce à sa position privilégiée au fond de l'estuaire de la Seudre et à l'essor du commerce du sel. Au Ve siècle, un prieuré dédié à saint Martin (dont la légende veut qu'il ait séjourné à Saujon un siècle plus tôt) est fondé sur la rive droite de la Seudre, et acquiert une certaine importance dans le courant du VIIe siècle. Pendant la période carolingienne, sous le règne de Charlemagne, Saujon devient une place-forte confiée à la garde de Taillefer de Léon, comte d'Angoulême. Après la mort de l'empereur, le comté de Saintonge devient partie intégrante d'un royaume d'Aquitaine mal organisé. Le littoral saintongeais, qui avait bénéficié de quelques fortifications maritimes est délaissé, laissant le champ libre aux incursions normandes à partir de l'an 844. Saujon, au cœur d'une riche région de marais salants, n'échappe pas au pillage orchestré par les redoutables Vikings, qui remontent la Seudre sur leurs drakkars. À l'instar de beaucoup d'autres, le prieuré est mis à sac et dépossédé de ses richesses.
Le cartulaire de l'abbaye Saint-Étienne de Vaux indique qu'un nouveau prieuré est établi en 1117, ainsi qu'une petite église, placée sous le patronage de saint Martin comme la première (aujourd'hui détruite, il en reste quatre chapiteaux dans l'église actuelle).
En 1152, quelques semaines seulement après sa séparation avec le roi de France Louis VII, la duchesse Aliénor d'Aquitaine se remarie avec Henri Plantagenêt, futur roi d'Angleterre. Saujon, comme le reste de l'Aquitaine, est incorporé à un immense domaine appelé « empire angevin », et entre dans la mouvance anglaise. Le marché britannique s'ouvre aux marchands aquitains, qui y écoulent notamment le sel, « or blanc » de la Saintonge, et le vin.
Une commanderie hospitalière est fondée à une date indéterminée — en 1351, elle est dite « de bien ancienne et notable fondation, jadis fondée pour et en l’honneur de Dieu et de Monsieur Saint Jehan de Jérusalem » — au Breuil-du-Pas, en aval de Ribérou. Appartenant à la baillie des Épeaux (actuelle commune de Meursac), elle est une des plus importantes du Sud-Ouest de la Saintonge.
Plus tard, au moment de la guerre de Cent Ans, la région est victime, bien plus que des combats sporadiques, des nombreux « coups de main » de pillards et de bandits d'un camp ou de l'autre, qui profitent de l'anarchie pour s'enrichir à peu de frais. En 1364, Saujon dépend de la Maison de Mortagne. Jean de La Personne, époux de Marguerite de Mortagne, rend hommage au prince d'Aquitaine Édouard de Woodstock Brackembury — plus connu sous son surnom de « Prince noir » — pour sa seigneurie de Saujon.
À l'issue du conflit, la région est exsangue. En 1475, la ville appartient au chevalier Olivier de Coëtivy, sénéchal de Guyenne, seigneur de Taillebourg et de Royan et capitaine de la ville de Saintes. Le roi Louis XI, prenant acte que « audit lieu de Saujon est une belle et ancienne chatellenie, assise au pays et comté de Saintonge (...) soulait anciennement avoir ville close de murailles, forte et défensable, mais qu'elle fut japieca demolie et abbatue par les Anglois », permet à Olivier de Coëtivy de faire « reclore et fortifier sa ville et aussi de faire faire en icelle ou ailleurs (...) un châtel et place forte pour soi loger et retraire ». La ville se dote donc de nouveaux remparts, et un château-fort est édifié à proximité de l'actuelle place Richelieu.
En 1481, Charles de Coëtivy fils d'Olivier de Coëtivy, met en place sur le pont de Saujon une taxe pour financer la construction du château ainsi que la nouvelle enceinte. Cette taxe suscite un fort émois au sein de la population qui dépose une requête auprès du roi.

### Époque moderne

#### LeXVIesiècle
Les cendres du précédent conflit sont à peine éteintes que de nouvelles tensions apparaissent. En 1541, le désir du roi François Ier d'étendre la gabelle aux provinces de Saintonge et d'Angoumois, jusqu'alors dites rédimées (exemptées de cet impôt) enflamme les populations, dans une région qui doit une grande partie de sa prospérité au commerce du sel. En 1548, la jacquerie des Pitauds éclate, vite réprimée par le connétable Anne de Montmorency. Saujon — comme les autres paroisses du pays d'Arvert — doit livrer, en signe de soumission, les huit cloches de ses églises, entreposées au château de Royan. À cette époque, les cloches rythment la vie paysanne : leur silence est une réelle punition.

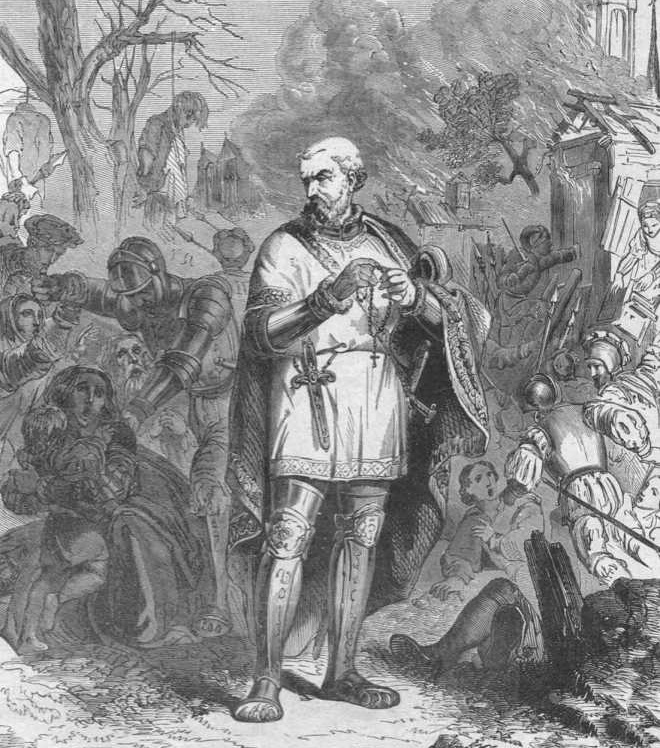
Répression de la révolte des Pitauds par Anne de Montmorency.

C'est également vers la même époque que la Réforme protestante s'épanouit dans une région naturellement ouverte aux idées nouvelles, du fait, notamment, de la présence d'un chapelet de ports ouverts aux marchands de toute l'Europe (La Rochelle étant le plus important). Ribérou, alors à son apogée, est fréquenté par des navires anglais, allemands, hollandais, pays où la Réforme est solidement implantée. En seulement quelques décennies, Aunis et Saintonge maritime sont presque totalement acquis aux idées nouvelles. Yves Rouspeau est le premier pasteur de Saujon dont le nom nous soit parvenu; il exerce son ministère à partir de 1559. Bourgeois, notables et riches marchands se convertissent en masse, et le baron Denis de Campet (rebaptiser de façon impropre Pierre de Campet au XIXe siècle) lui-même embrasse la foi nouvelle, ce qui lui vaut d'être condamné pour hérésie par le parlement de Bordeaux.
Lorsque débutent les guerres de religion, la majorité de la population professe la foi protestante. Au cours d'une vague de fureur iconoclaste caractéristique de cette époque, les églises sont saccagées. En 1573, Pierre de Campet est fait prisonnier au siège de La Rochelle. D'un tempérament aventureux, il parvient à s'évader et se réfugie à Royan.
En 1577, le duc Charles de Mayenne, en route pour assiéger Brouage, passe la Seudre à Ribérou. Deux garnisons catholiques occupent alors Saujon, placées sous le commandement de Jacques de Lévis, comte de Caylus, et de Philibert de La Guiche (qui sera nommé grand maître de l'artillerie de France peu de temps après). En avant-garde, quatre compagnies de mousquetaires tiennent le port de Ribérou. En dépit de ces obstacles de taille, Pierre de Campet, à la tête de deux cents arquebusiers et trente gens d'armes, lance une expédition, parvient à pénétrer en ville et à faire prisonnier De Lévis et De La Guiche, avant de faire retraite. Poursuivi par les mousquetaires, il est blessé près des bois de Mornac, mais parvient à s'échapper.
En 1585, Saujon est de nouveau une base arrière des armées protestantes. Un certain Candelay, gouverneur de Royan et commandant de la garnison de Saujon pour le baron Campet, assiège la forteresse de Cosnac, sur l'estuaire de la Gironde, qui finit par se rendre après deux jours de combat.

#### LeXVIIesiècle

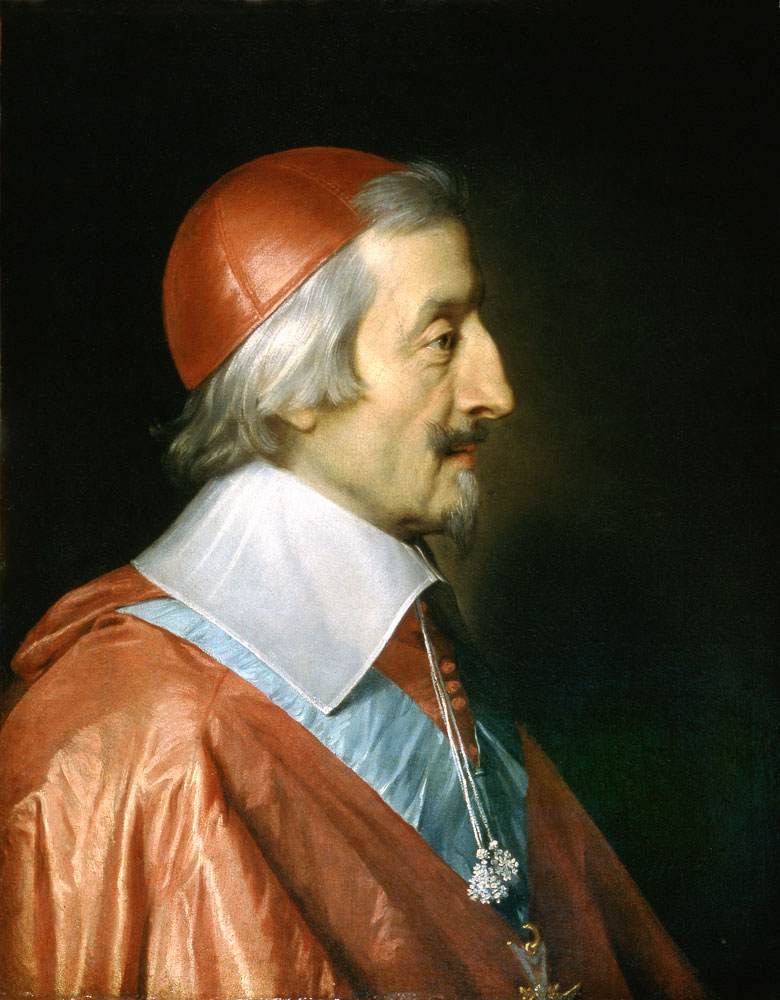
Le cardinal de Richelieu, baron de Saujon depuis 1638, projette la construction d'un canal entre Ribérou et le port de Talmont.

L'édit de Nantes marque le début d'une période de tolérance, de courte durée. Sous Louis XIII, la Contre-Réforme sévit, et tous les prétextes sont bons pour affaiblir ceux de la « RPR » (« Religion prétendue réformée »). Les vexations, les tracasseries administratives deviennent de plus en plus fréquentes. Le 18 novembre 1633, le culte réformé est officiellement interdit, même si, dans les faits, il reste plus ou moins « toléré ». Le temple situé près du quartier de l'église est en conséquence rasé. Néanmoins, les protestants continuent de se réunir dans un moulin qui se lieu-dit de Chébouché au sud de la ville. Le lieu sera par la suite rebaptisé Moulin du Temple, seul témoignage de la présence d'un temple clandestin.
Un an plus tôt, en 1632, Saujon accueille le cardinal de Richelieu. Séduit par les possibilités économiques et militaires du site, il se porte acquéreur de la baronnie en 1638 — mais les Campet gardent le droit de porter le nom de « Campet de Saujon ». Il détruit le vieux donjon et fait aménager un château moderne, décrit par l'ingénieur Claude Masse comme « le plus beau qui se puisse voir à 20 lieues à la ronde ». Il envisage par ailleurs le percement d'un canal reliant la Seudre à la Gironde, du port de Ribérou au port de Talmont; mais sa mort en 1642 interrompt le projet.
À la fin du XVIIe siècle, les tracasseries contre les protestants reprennent de plus belle. Le 15 juin 1682, le temple est purement et simplement détruit (tout comme dans les autres paroisses du pays d'Arvert). Le 18 octobre 1685, l'édit de Fontainebleau met un point final à l'œuvre de démantèlement de l'édit de Nantes commencée des années plus tôt. Dorénavant, aux yeux du roi Louis XIV, « il n'y a plus de protestants en France » : ceux-ci sont contraints à la clandestinité ou à l'exil.
A la fin du XVIIIe siècle, l'ancienne porte fortifié située route de Sainte, ainsi que les restes du prieuré Saint-Martin sont démolis.

### Époque contemporaine

#### La prospérité économique auXIXesiècle
Saujon tire profit de son port tout au long du XVIIIe siècle. Cependant, dès 1691, l'intendant Michel Bégon indique que le fleuve s'envase, et ne peut plus porter jusqu'à Ribérou que des navires de 300 ou 400 tonneaux. En 1758, la baronnie de Saujon passe aux mains de Jean-Charles de Sénecterre, gouverneur de Guyenne, marquis de Pisany et maréchal de France.

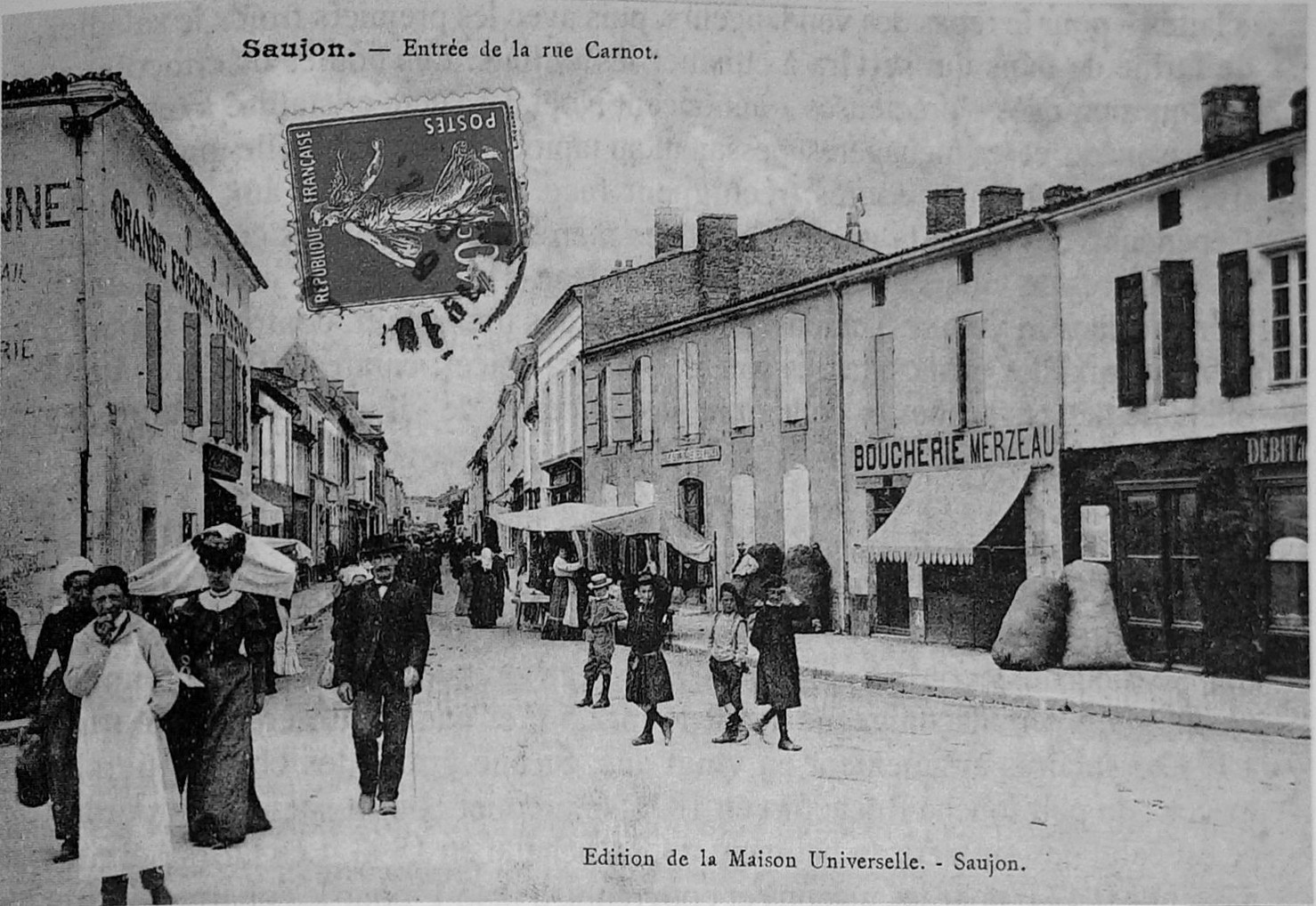
La rue Carnot au début du XXe siècle.

Au XIXe siècle, la ville se développe considérablement à la suite de la création de nouvelles infrastructures portuaires.
En 1842, Jules Dufaure inaugure le nouveau port de Ribérou. C'est une époque de grande prospérité qui voit la ville se doter de nouvelles artères, et l'édification de belles maisons bourgeoises en pierre de taille, dont on peut voir de nombreux exemples, notamment rue Carnot ainsi que près du port. Dans ses « chroniques saintongeaises et aunisiennes » parues en 1857, Hippolyte d'Aussy décrit ainsi la ville : « C'est un bourg qui a des droits à prendre le nom de ville, car il possède des halles, de grandes rues, des maisons bien bâties, une population de 2 300 habitants, qui n'a rien à envier aux cités plus considérables, sous les rapports des magasins, des hôtels et même des cafés ».
En 1876, l'arrivée du chemin de fer sonne le glas des activités portuaires. Pourtant, la ville sut se reconvertir bien vite, grâce à un médecin spécialisé dans le traitement des maladies nerveuses, le docteur Dubois. Il fonda le premier établissement thermal le 7 février 1888 et sut tirer parti des vertus du climat et des sources pour traiter de nombreuses maladies psychosomatiques.

#### Saujon auXXesiècle
Le 14 août 1910, une catastrophe ferroviaire endeuille la ville. Un train « de plaisir » rempli de vacanciers en provenance de Bordeaux déraille en gare de Saujon, faisant trente-neuf morts et quatre-vingts blessés, dont des enfants, notamment des pensionnaires d'une institution de filles de Barsac, venues passer quelques jours de vacances sur la côte. Le traumatisme, profond, est amplifié par les correspondants de presse, qui décrivent « les victimes affreusement mutilées », « une mère évanouie, qui tombe à la renverse à côté du cadavre de sa fillette »... (Le Gaulois, édition du 16 août). Alexandre Millerand, ministre des travaux publics, se rend sur place le 15 août.

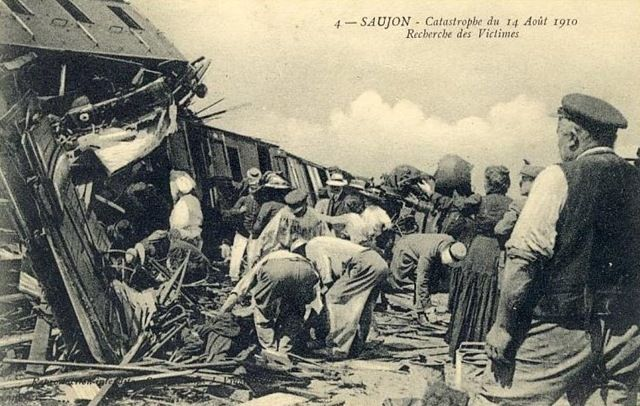
La catastrophe ferroviaire du 14 août 1910, qui cause la mort de 39 personnes, est un traumatisme profond pour toute la région.

Pendant la Seconde Guerre mondiale, le 22 juin 1940, la 44e division de la Wehrmacht prend possession de Saujon, prélude à une occupation appelée à durer un peu plus de quatre ans. Au mois de septembre 1944, la ville, fraîchement libérée, est aux portes de la poche de Royan. Au sud du bourg et sur la Seudre, des champs de mines et des lignes d'obstacles anti-chars sont installés par des Allemands aux abois : « Toutes les nuits six hommes quittaient Saujon. [...] Ils rapportaient des informations [...] sur les dispositions des champs de mines. [...] Les abris bétonnés qui dissimulaient canons et mortiers étaient très rapprochés les uns des autres. En avant de ces abris, l'ennemi avait disposé des champs de mines ». En avant-poste, les hommes du bataillon Tirpitz sont chargés de maintenir maquisards et forces alliées à bonne distance. La poche de Royan n'est réduite qu'au printemps 1945, au prix de lourds combats, lors de l'opération Vénérable (13-17 avril 1945). Le groupement nord, basé à Saujon et placé sous le commandement du colonel Granger, fait sa jonction avec le groupement sud du colonel Adeline dans le quartier de La Triloterie, en banlieue de Royan.
Les années d'immédiat après-guerre sont marquées par de nombreuses pénuries et le maintien de douloureuses privations. L'économie, cependant, connaît un certain renouveau : tout est à reconstruire. La résurrection de Royan, au cours des années 1960, profite à Saujon, qui bénéficie des retombées du tourisme balnéaire. La vitalité de ce secteur se caractérise par la construction, à l'aube du XXIe siècle, de nouvelles infrastructures (campings, base de loisirs, équipements sportifs, etc.).

### Saujon aujourd'hui
Intégrée à l'agglomération royannaise, dont elle constitue désormais une banlieue résidentielle et en pleine croissance, Saujon continue de développer son offre touristique, ses infrastructures (notamment routières), sans renier sa vocation de station thermale. La ville constitue également un des grands pôles commerciaux de l'agglomération, accueillant, en plus de ses commerces de centre-ville et du port de Ribérou, diverses zones d'activités, autour de deux centres commerciaux et de nombreuses moyennes surfaces.

## Politique et administration

### Administration municipale
De 1789 à 1799, en vertu de la loi du 14 décembre 1789, les agents municipaux (maires) sont élus au suffrage direct pour 2 ans et rééligibles, par les citoyens actifs de la commune âgés d'au moins 25 ans, contribuables payant une contribution au moins égale à 3 journées de travail dans la commune. Sont éligibles ceux qui paient un impôt équivalent au moins à dix journées de travail.
De 1799 à 1848, La constitution du 22 frimaire an VIII (13 décembre 1799) revient sur l’élection du maire, les maires sont nommés par le préfet pour les communes de moins de 5 000 habitants. La Restauration instaure la nomination des maires et des conseillers municipaux. Après les lois organiques 1831, les maires sont nommés (par le roi pour les communes de plus de 3 000 habitants, par le préfet pour les plus petites), mais les conseillers municipaux sont élus au suffrage censitaire pour six ans.
Du 3 juillet 1848 à 1851, les maires sont élus par le conseil municipal pour les communes de moins de 6 000 habitants.
De 1851 à 1871, les maires sont nommés par le préfet, pour les communes de moins de 3 000 habitants et pour 5 ans à partir de 1855. Après 1871, les maires sont de nouveaux élus, sauf dans les chefs-lieux (de départements, d'arrondissements ou de cantons).
Ce n'est que le 28 mars 1882, qu'une loi sur l’organisation municipale (encore en vigueur) est votée, et qui régit le principe de l'élection du maire et des adjoints par le conseil municipal, quelle que soit l'importance de la commune (sauf pour Paris). La loi du 5 avril 1884 fixe le mandat à quatre ans, durée portée le 10 avril 1929 à six ans.
L'ancienne commune de L'Îllatte fut rattachée au Gua en 1795 mais fut agrégée à Saujon en 1893.

### Région
À la suite de la réforme administrative de 2014 ramenant le nombre de régions de France métropolitaine de 22 à 13, la commune appartient depuis le 1er janvier 2016 à la région Nouvelle-Aquitaine, dont la capitale est Bordeaux. De 1972 au 31 décembre 2015, elle a appartenu à la région Poitou-Charentes, dont le chef-lieu était Poitiers.

### Canton
En 1790, c'est la ville de Saujon qui, étant jugée la plus peuplée et la plus dynamique, fut choisie pour devenir le chef-lieu du canton nouvellement créé rassemblant alors seize communes et, ce, malgré sa situation géographique excentrée. Cette décision fut ressentie comme une injustice par de nombreuses communes du nord du canton, à une époque où les transports étaient particulièrement difficiles. Le canton disposait d'une petite ouverture sur l'estuaire de la Gironde avec la commune de Saint-Georges-de-Didonne.
Les municipalités rurales de La Clisse, Luchat, Pisany, Rétaud, Thézac et Varzay envoyèrent une lettre aux autorités du district de Saintes pour que le village de Pisany, selon elles, mieux situé, soit nommé chef-lieu à la place de Saujon, mais cette demande fut finalement rejetée.
Le canton de Saujon faisait déjà partie de l'ancien district de Saintes jusqu'à la refonte de la carte administrative de 1800. À partir de 1801, il fut intégré à l'arrondissement de Saintes et subit quelques modifications territoriales par amputation des communes de Rétaud qui intégra le canton de Gémozac et de Varzay qui fut annexée à celui de Saintes-Sud. (Le canton de Saintes-Sud a subi par la suite des modifications. Depuis 1985, il a été scindé en deux cantons, celui de Saintes-Ouest où se trouve la commune de Varzay et de Saintes-Est).
En 1973, lors d'un redécoupage de la carte administrative, le canton a été amputé de la commune de Saint-Georges-de-Didonne qui forme avec une fraction de la commune de Royan le nouveau canton de Royan-Est (aujourd'hui, canton de Royan). En 2015, la mise en application d'une nouvelle réforme de la carte cantonale conduit à la restructuration du canton de Saujon, composé depuis lors de neuf communes : Saujon, choisie comme bureau centralisateur (chef-lieu), Le Chay, Corme-Écluse, L'Éguille (ex-canton de Royan-Est), Médis, Sablonceaux, Saint-Romain-de-Benet, Saint-Sulpice-de-Royan (ex-canton de Royan-Est) et Semussac (ex-canton de Cozes).

### Intercommunalité
Saujon est une des 33 communes de la communauté d'agglomération Royan Atlantique, structure intercommunale centrée sur Royan.

### Instances judiciaires
Saujon dépend du tribunal d'instance, du tribunal de grande instance, du tribunal pour enfants et du conseil de prud'hommes de Saintes, du tribunal administratif et de la cour d'appel de Poitiers. La cour administrative d'appel est à Bordeaux

### Fiscalité locale
| Taxe                                                | Part communale | Part intercommunale | Part départementale | Part régionale |
| --------------------------------------------------- | -------------- | ------------------- | ------------------- | -------------- |
| Taxe d'habitation (TH)                              | 11,45 %        | 0,00 %              | 7,12 %              | 0.00 %         |
| Taxe foncière sur les propriétés bâties (TFPB)      | 29,95 %        | 0,00 %              | 14,01 %             | 3.32 %         |
| Taxe foncière sur les propriétés non bâties (TFPNB) | 66,99 %        | 0,00 %              | 29,17 %             | 8,63 %         |
| Cotisation foncière des entreprises (CFE)           | 0,00 %         | 22,54 %             | 0,00 %              | 0,00 %         |

La part régionale de la taxe d'habitation n'est pas applicable.
La taxe professionnelle est remplacée en 2010 par la cotisation foncière des entreprises (CFE) portant sur la valeur locative des biens immobiliers et par la contribution sur la valeur ajoutée des entreprises (CVAE) (les deux formant la contribution économique territoriale (CET) qui est un impôt local instauré par la loi de finances pour 2010).

### Jumelages
- Bosau (Allemagne) depuis le 26 avril 1987[68]

### Politique environnementale
Dans son palmarès 2024, le Conseil national de villes et villages fleuris de France a attribué deux fleurs à la commune.

## Population et société

### Démographie

#### Classement démographique
En 2009, Saujon occupe le 10e rang des villes de la Charente-Maritime ; la ville se situe avant Surgères (12e) et Saint-Pierre-d'Oléron (11e) et après Périgny (9e), Lagord (8e), Saint-Jean-d'Angély (7e), Tonnay-Charente (6e) et Aytré (5e).
Elle figure dans la liste des 18 villes de plus de 5 000 habitants en Charente-Maritime, seuil démographique qu'elle a franchi pour la première fois en 1999 et, depuis 1946, elle est catégorisée comme « commune urbaine » par les services de l'INSEE.
L'unité urbaine de Saujon a, selon l'INSEE, le statut de « ville isolée » — c'est-à-dire ne disposant pas de continuité de bâti urbain avec une ou des communes voisines pour former une agglomération urbaine — ; elle se classe au 8e rang départemental.
Avant la réforme territoriale et l'intégration de la commune à la Nouvelle-Aquitaine, Saujon faisait partie des vingt premières unités urbaines de Poitou-Charentes en 2009, occupant le 20e rang à cette date.

#### Évolution démographique
L'évolution du nombre d'habitants est connue à travers les recensements de la population effectués à Saujon depuis 1793.
D’après le recensement Insee de 2009, Saujon compte 6 636 habitants.
L'évolution du nombre d'habitants est connue à travers les recensements de la population effectués dans la commune depuis 1793. Pour les communes de moins de 10 000 habitants, une enquête de recensement portant sur toute la population est réalisée tous les cinq ans, les populations de référence des années intermédiaires étant quant à elles estimées par interpolation ou extrapolation. Pour la commune, le premier recensement exhaustif entrant dans le cadre du nouveau dispositif a été réalisé en 2008.

En 2022, la commune comptait 7 314 habitants, en évolution de +1,82 % par rapport à 2016 (Charente-Maritime : +4,04 %, France hors Mayotte : +2,11 %).
| 1793  | 1800  | 1806  | 1821  | 1831  | 1836  | 1841  | 1846  | 1851  |
| ----- | ----- | ----- | ----- | ----- | ----- | ----- | ----- | ----- |
| 1 524 | 2 200 | 2 200 | 1 837 | 2 122 | 2 279 | 2 217 | 2 444 | 2 564 |

| 1856  | 1861  | 1866  | 1872  | 1876  | 1881  | 1886  | 1891  | 1896  |
| ----- | ----- | ----- | ----- | ----- | ----- | ----- | ----- | ----- |
| 2 826 | 2 889 | 2 957 | 2 891 | 3 039 | 3 130 | 3 292 | 3 132 | 3 222 |

| 1901  | 1906  | 1911  | 1921  | 1926  | 1931  | 1936  | 1946  | 1954  |
| ----- | ----- | ----- | ----- | ----- | ----- | ----- | ----- | ----- |
| 3 355 | 3 155 | 3 137 | 2 852 | 2 963 | 3 015 | 3 063 | 3 469 | 3 182 |

| 1962  | 1968  | 1975  | 1982  | 1990  | 1999  | 2006  | 2008  | 2013  |
| ----- | ----- | ----- | ----- | ----- | ----- | ----- | ----- | ----- |
| 3 428 | 3 801 | 4 426 | 4 777 | 4 891 | 5 392 | 6 281 | 6 528 | 7 111 |

| 2018  | 2022  | - | - | - | - | - | - | - |
| ----- | ----- | - | - | - | - | - | - | - |
| 7 146 | 7 314 | - | - | - | - | - | - | - |

#### Pyramide des âges
La population de la commune est relativement âgée.
En 2018, le taux de personnes d'un âge inférieur à 30 ans s'élève à 22,2 %, soit en dessous de la moyenne départementale (29 %). À l'inverse, le taux de personnes d'âge supérieur à 60 ans est de 47,4 % la même année, alors qu'il est de 34,9 % au niveau départemental.
En 2018, la commune comptait 3 236 hommes pour 3 910 femmes, soit un taux de 54,72 % de femmes, largement supérieur au taux départemental (52,15 %).
Les pyramides des âges de la commune et du département s'établissent comme suit.
| Hommes | Classe d’âge | Femmes |
| ------ | ------------ | ------ |
| 1,4    | 90 ou +      | 2,7    |
| 16,5   | 75-89 ans    | 17,5   |
| 27,4   | 60-74 ans    | 28,8   |
| 17,2   | 45-59 ans    | 17,9   |
| 12,7   | 30-44 ans    | 13,1   |
| 11,3   | 15-29 ans    | 9,0    |
| 13,5   | 0-14 ans     | 11,0   |

| Hommes | Classe d’âge | Femmes |
| ------ | ------------ | ------ |
| 1,1    | 90 ou +      | 2,6    |
| 10,1   | 75-89 ans    | 12,6   |
| 22     | 60-74 ans    | 23,2   |
| 20,1   | 45-59 ans    | 19,7   |
| 16,1   | 30-44 ans    | 15,6   |
| 15,2   | 15-29 ans    | 12,7   |
| 15,4   | 0-14 ans     | 13,6   |

### Enseignement

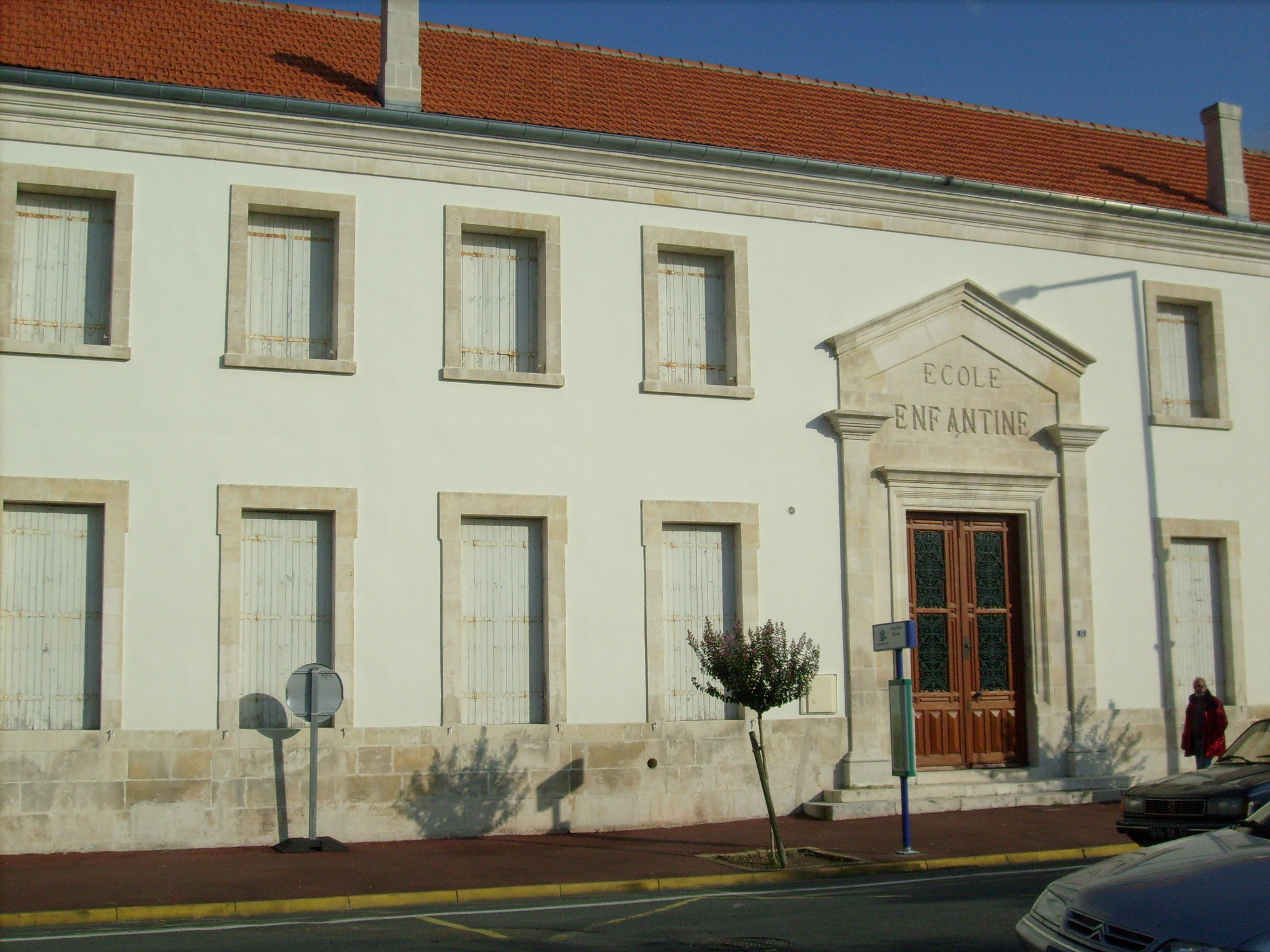
L'école maternelle Gambetta.

#### Les écoles
La ville est équipée de deux écoles maternelles : l'école maternelle Gambetta, située au niveau de l'avenue du même nom, ainsi que l'école maternelle La Taillée, qui se situe rue Jules-Ravet.
Saujon possède également un groupe scolaire public et une école privée catholique, l'école Sainte-Jeanne-d'Arc.

#### Le collège André-Albert
Un collège public, le collège André-Albert, est implanté dans la commune. La modernisation des bâtiments a été réalisée en 2007 et a été entièrement financée par le conseil général de Charente-Maritime. À la rentrée 2010, ce collège a reçu 774 élèves qui sont enseignés par 50 professeurs, c'est l'un des tout premiers collèges publics de Charente-Maritime par ses effectifs et le nombre d'enseignants.

### Santé et sécurité
Dans le domaine de la santé, la ville est dominée par les activités de la station thermale qui est devenue le premier employeur de la cité occupant aujourd'hui 110 personnes. À côté de cette activité en plein développement, Saujon dispose d'une gamme étendue de services médicaux, paramédicaux et médico-sociaux.

#### La station thermale de Saujon
Le climat tempéré aux vertus volontiers sédatives de Saujon, associé aux deux sources thermales, font de cette ville un lieu de soin des affections psychosomatiques.
Le thermalisme à Saujon remonte à 1860. Créé par le docteur Louis Dubois, l'établissement thermal a été rénové à la fin du XIXe siècle, puis de nouveau au cours du XXe siècle. Les chalets constituent à la fois une zone de villégiature et une zone de cure.
La source des Chalets est constituée d'eaux bicarbonatées calciques (CaCO3), chlorurées sodiques (NaCl), magnésiennes (Mg) et oligométalliques.
L'établissement est destiné au traitement des maladies psychosomatiques : insomnie, stress, anxiété, spasmophilie. Il reçoit en moyenne annuelle plus de 2 200 patients.

#### Les activités médicales
La ville dispose de trois cabinets de médecine générale dont deux sont situés en centre-ville, le troisième dans le quartier de La Lande, sur la route du Gua.
De plus, la ville est équipée de quelques cabinets de médecins spécialistes dont les disciplines relèvent de la psychiatrie et de l'ophtalmologie.
Saujon est équipée d'un centre de radiologie médicale et échographie. Elle fait partie des onze villes du département à être pourvue d'un cabinet IRM. Ce cabinet a été définitivement fermé en fevrier 2020.
Saujon a également trois cabinets de soins dentaires, tous implantés dans la ville.
Si le centre hospitalier le plus proche est celui de Royan pour les interventions les plus courantes, la ville dépend en fait du Centre hospitalier de Saintonge situé à Saintes, à une vingtaine de kilomètres au nord-est. Ce dernier offre une palette très étendue de soins, étant le plus grand hôpital de toute la partie centrale et méridionale du département de la Charente-Maritime.

#### Les activités paramédicales
Saujon dispose d'une gamme bien étoffée de professions paramédicales où se trouvent des cabinets en infirmerie et soins à domicile, kinésithérapie, diététique, pédicure-podologie, orthophonie et ostéopathie auxquels il convient d'y mentionner la présence d'un laboratoire d'analyses de biologie médicale.
La ville possède en outre trois pharmacies dont deux spécialisées en orthopédie générale, un opticien-lunettier et un audioprothésiste.
Saujon dispose d'un service agréé d'ambulances dont les interventions ont lieu en partie dans le canton.
La ville est équipée d'un centre de secours où les pompiers sont habilités à intervenir dans les situations d'urgence médicale. Ce centre, qui relève du SDIS de la Charente-Maritime, dépend plus précisément du Centre de secours principal de Royan.
Enfin, Saujon est équipée de deux cliniques vétérinaires qui exercent leurs activités sur l'ensemble de son canton.

#### Les activités médico-sociales
Saujon dispose avec la résidence Sud-Saintonge d'une importante structure d'accueil pour personnes âgées dont une unité médicalisée de type EHPAD pour les personnes dépendantes et dispose en tout de 123 lits. Le groupe Orpea y a fixé son siège départemental et gère six autres résidences pour personnes âgées en Charente-Maritime.

### Sports

#### Les équipements sportifs
Depuis plusieurs années, les différentes municipalités ont mis l'accent sur le développement des infrastructures sportives.
Aujourd'hui, la ville de Saujon compte deux gymnases, une salle de gymnastique, un stade de football, un stade de rugby, une salle de billard, un dojo, un skate-park, un boulodrome et plusieurs courts de tennis.
Le gymnase Noël-Meunier sert de lieu d'entraînement au basket-club de Saujon, l'une des associations sportives de la ville, tandis que le gymnase Jules-Ravet est principalement utilisé par le club de football saujonnais, le club de twirling et l'union gymnique saujonnaise.
La ville s'est également équipée d'une base nautique aménagée en bord de Seudre et d'un centre aquatique avec piscine municipale.

#### Les activités sportives
Plusieurs clubs d'art martiaux cohabitent dans la cité. Tous se réunissent au dojo de la ville : club d'aïkido, de judo, de karaté, et de capoeira.
Saujon abrite également une association de canoë-kayak, se réunissant à la base nautique.
La ville possède aussi un club de tennis.
Mais la notoriété sportive de Saujon est due davantage à son club de rugby, le centenaire du club a été  fêté en 2009,le Royan-Saujon rugby club dont l'un des terrains d'entraînement est le stade Le Saoult. Il évolue depuis la saison 2016-2017 en championnat régional

### Médias

#### Télévision
Les émetteurs de Royan-Vaux-sur-Mer et de Niort-Maisonnay permettent la réception des chaînes de la télévision numérique terrestre. Tous deux reprennent les émissions de France 3 Poitou-Charentes ainsi que le décrochage local France 3 Atlantique.

#### Radio
La plupart des radios nationales présentes dans le département peuvent être écoutées dans la commune. Les informations départementales sont relayées par la station de radio publique France Bleu La Rochelle. Les stations de radio locales pouvant être écoutées dans la commune sont principalement Demoiselle FM (généraliste, émettant depuis Rochefort, et disposant de studios à Saint-Georges-de-Didonne), Terre Marine FM (généraliste, émettant depuis Fouras), Wit FM (généraliste, émettant depuis Bordeaux), Mixx FM (techno, dance et musiques électroniques, émettant depuis Cognac et reprise par le réémetteur de Saintes), et RCF Accords Charente-Maritime (religieuse, émettant depuis La Rochelle).

#### Presse
La presse locale est assurée par le quotidien régional Sud Ouest - dans son édition de la Charente-Maritime -, dont le siège est à Bordeaux. L'agence locale la plus proche est celle de Royan.
Elle est également représentée par l'hebdomadaire d'informations locales Le Littoral de la Charente-Maritime dont le siège est situé à Marennes et dont le tirage s'élève à 8 500 exemplaires par semaine.

#### Internet haut débit
Un répartiteur téléphonique est implanté dans la commune. En 2013, il est dégroupé par plusieurs opérateurs alternatifs (SFR, Free et Bouygues Telecom), en plus de l'opérateur historique, Orange. ADSL, ADSL2+, Re-ADSL2 et la télévision par ADSL sont disponibles dans la commune.

### Cultes
Saujon appartient au diocèse catholique de La Rochelle et Saintes, lui-même subdivision de la province ecclésiastique de Poitiers depuis 2002 (de la province ecclésiastique de Bordeaux avant cette date) et au doyenné de Royan. La paroisse est comprise dans le secteur pastoral Sainte-Marie-en-Saintonge, centré sur Saujon.
Le culte réformé est célébré au temple protestant de Saujon, inauguré le 28 février 1841. La paroisse est membre de l'Église protestante unie de France.
Une église évangélique est également présente dans la commune.

## Culture locale et patrimoine

### Lieux et monuments

#### Église Saint-Jean-Baptiste
L'église Saint-Jean-Baptiste est un monument au style très sobre qui fut édifié entre 1679 et 1683, sur les plans de l'architecte Jacques Guérinet. Il se compose d'un unique vaisseau flanqué de deux chapelles, le tout terminé par une abside aujourd'hui aveugle. Le plafond, voûté en anse de panier, est entièrement lambrissé depuis une campagne de restauration effectuée dans les années 1960. À l'intérieur, on peut admirer des vitraux réalisés par le maître-verrier bordelais Dagrand, datés de 1913 à 1922, ainsi qu'une chaire de pierre et une tribune d'orgue comportant des colonnes en stuc.
Les chapiteaux romans

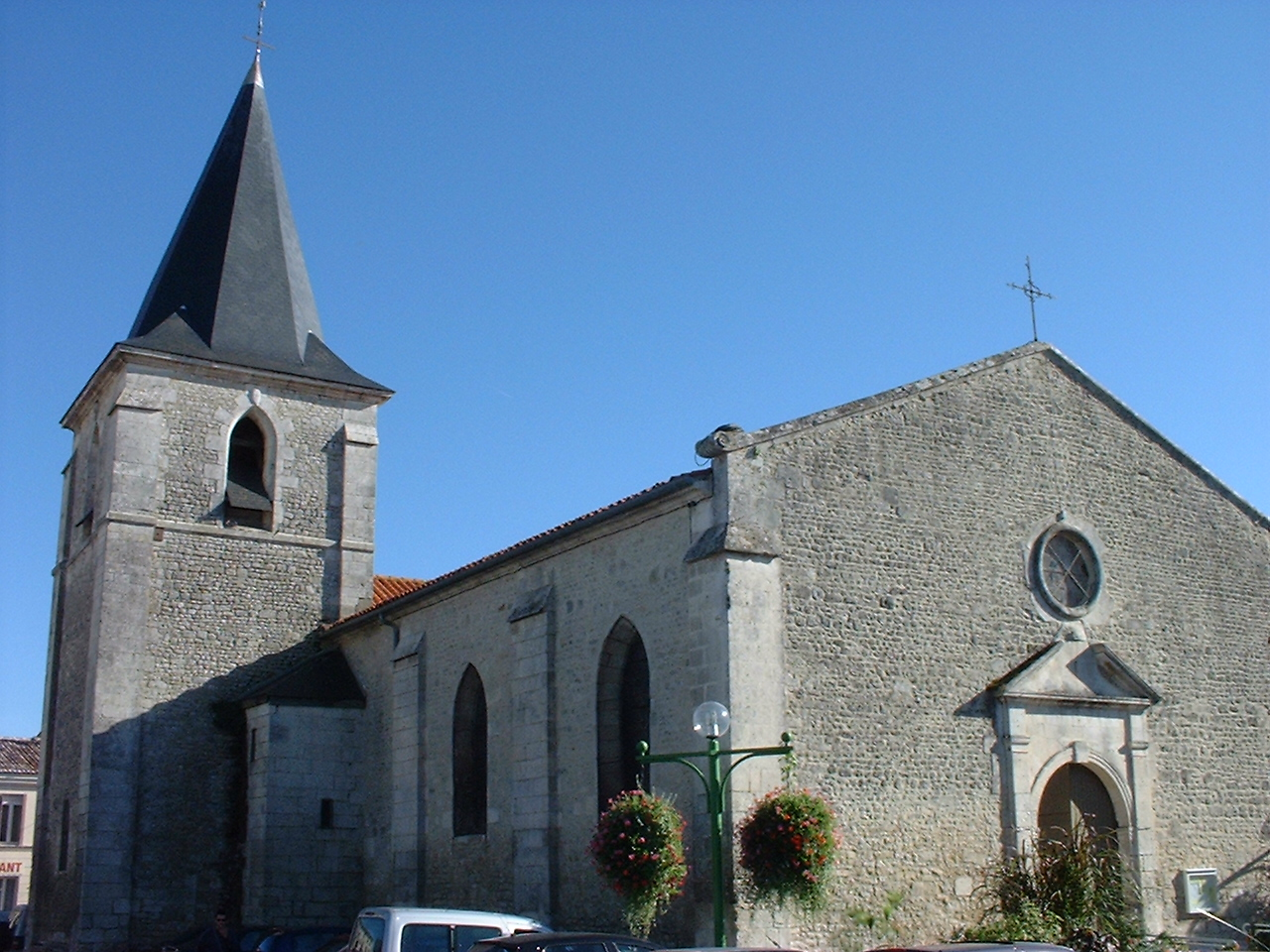
L'église Saint-Jean-Baptiste.

Si l'église en elle-même ne comporte que peu d'éléments décoratifs, quatre chapiteaux provenant d'une ancienne église romane Saint-Martin disparue à la Révolution, ont été placés sur des colonnes et incorporés à la nef en 1912. Ces chapiteaux ont été découverts lors de travaux exécutés sur le champ de foire. Ils datent des XIIe et XIIIe siècles et sont des trésors de la sculpture saintongeaise romane. Ils représentent :
- Les Myrophores ou les Saintes Femmes qui découvrent le tombeau du Christ vide après sa résurrection.
- Le prophète Daniel assis qui tient un Livre entre ses mains. Il est séparé des lions par une mandorle en forme de fer à cheval, ornée de perles.
- Le pesée des âmes par saint Michel. Un démon griffu essaie de faire pencher la balance de son côté. Les détails des vêtements, les expressions variées des personnages font de cette sculpture l'un des sommets de l'art roman saintongeais.
- Le porteur de poisson et le porteur de hue : Dans l'iconographie romane le porteur de poisson géant représente l'homme écrasé par ses propres péchés et le porteur de houe un rappel aux humains de la pénitence d'Adam, condamné à bêcher la terre pour subvenir aux besoins de sa famille, après la Chute.

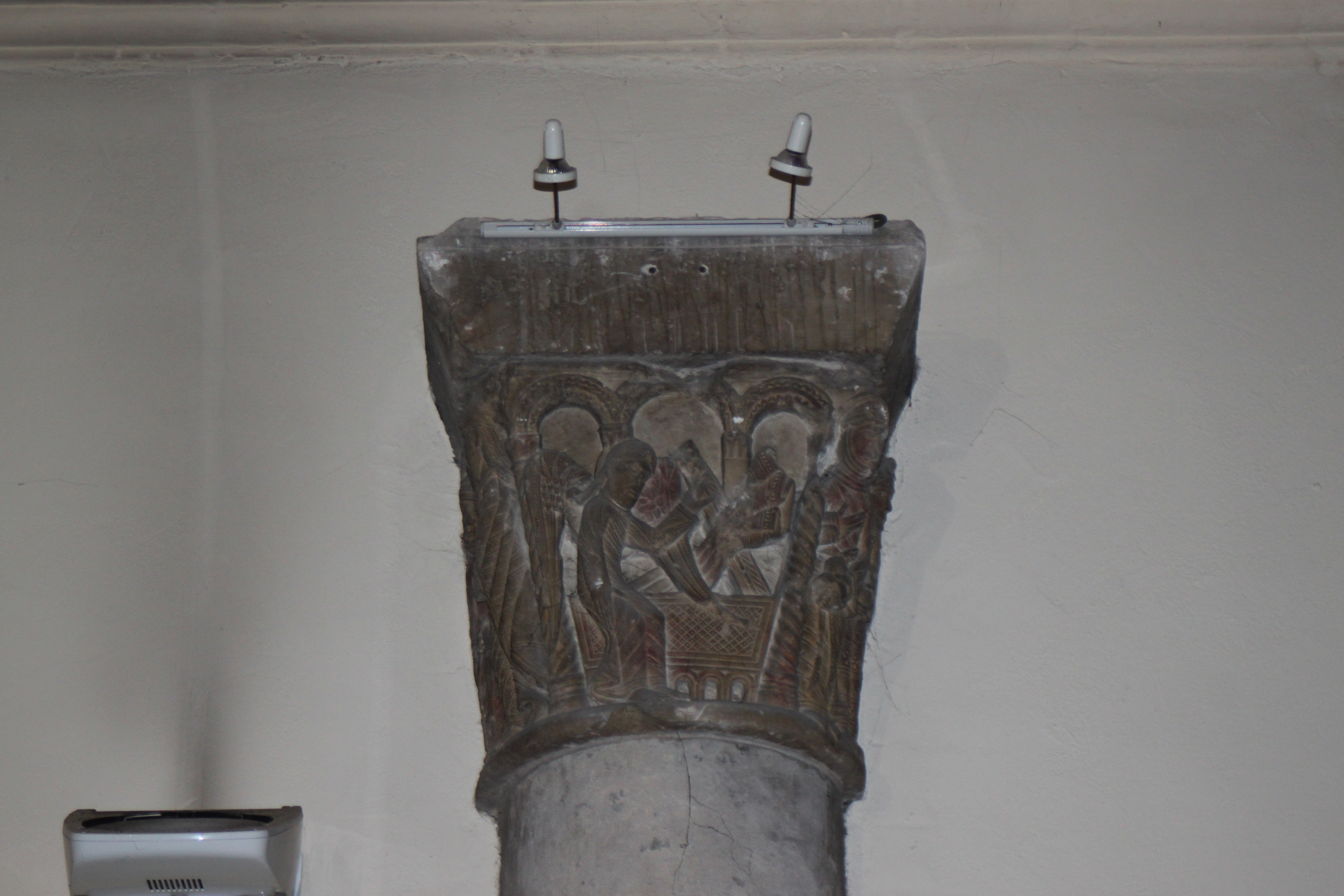
Les Myrophores
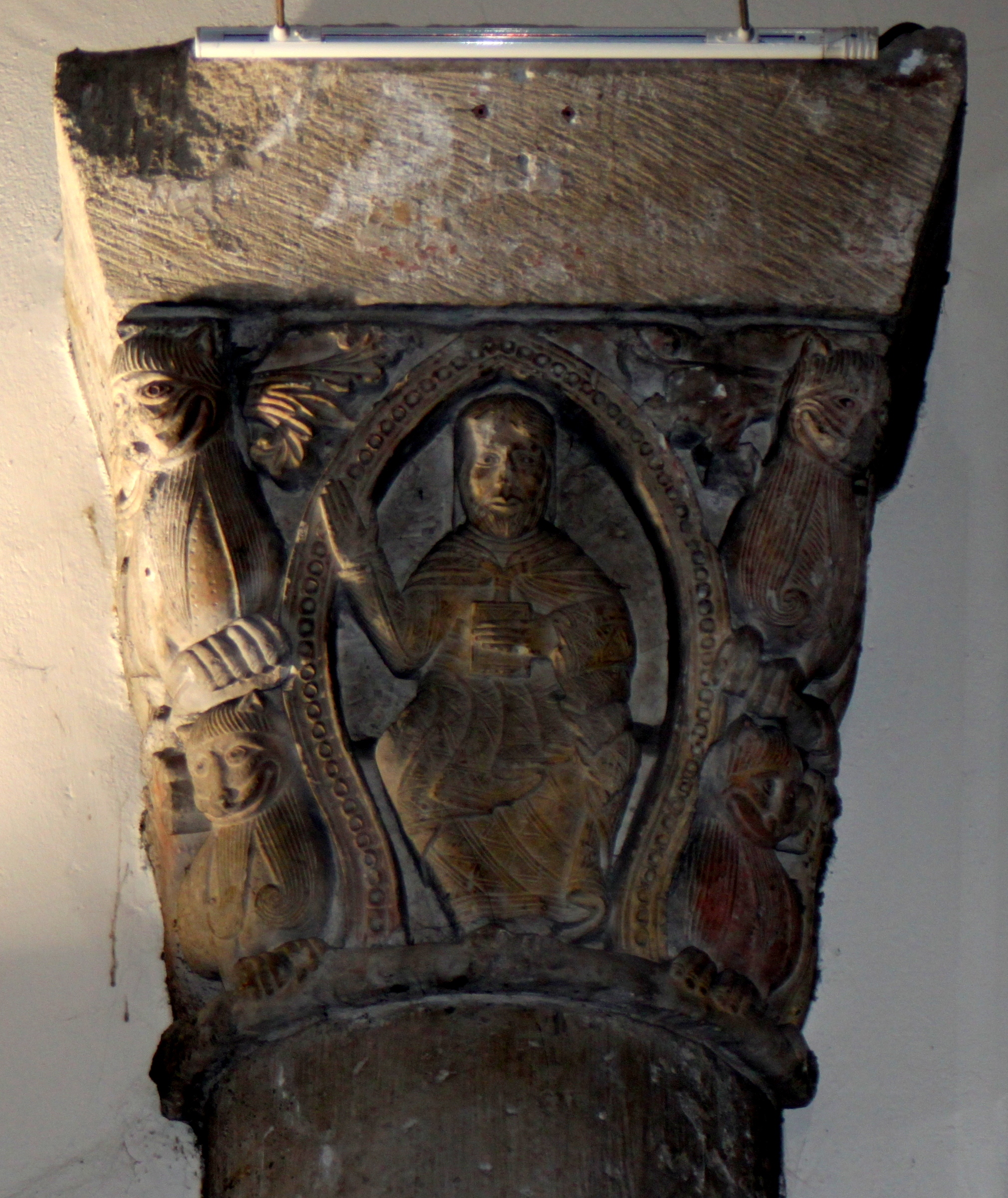
Daniel entre les lions
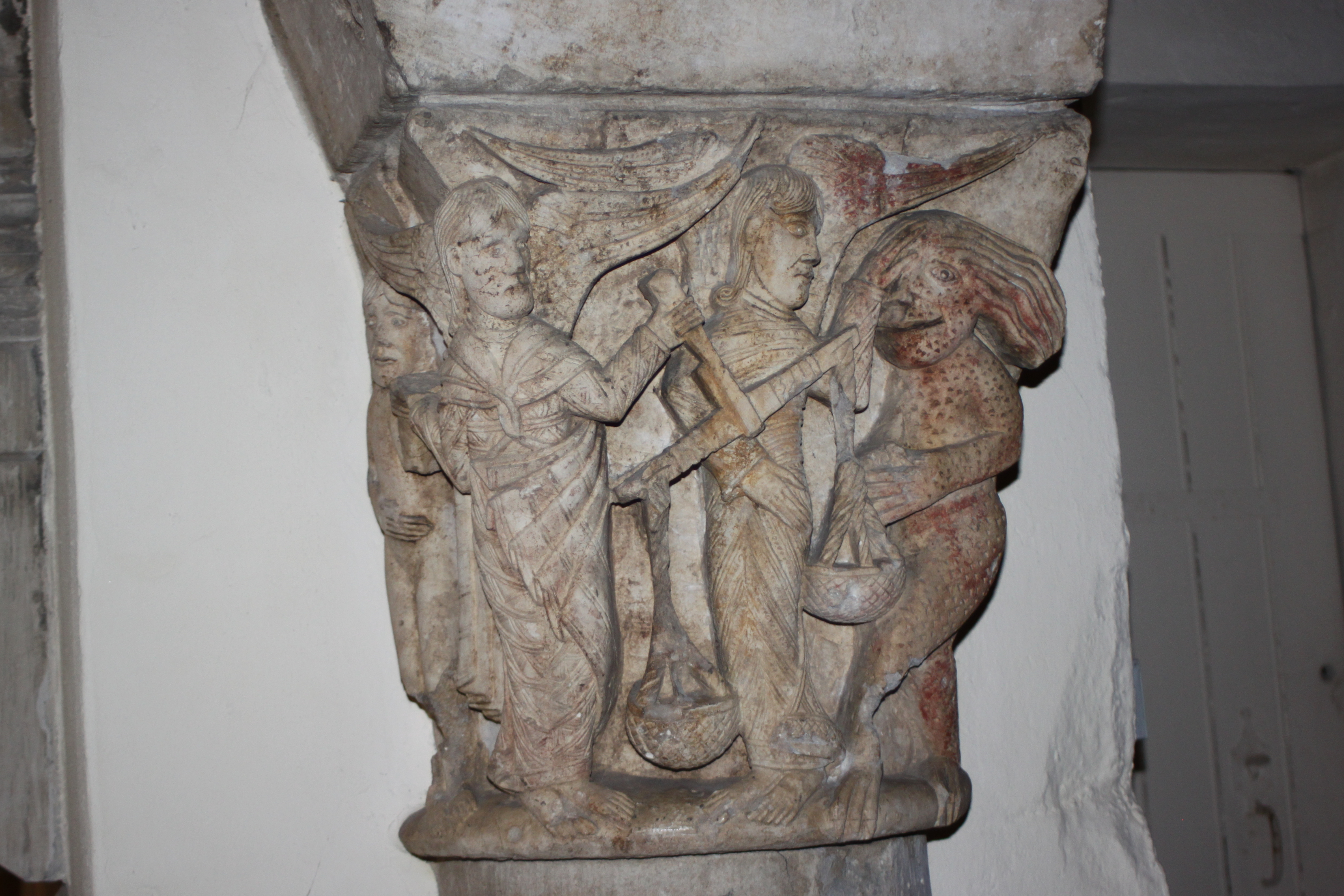
Le pesée des âmes
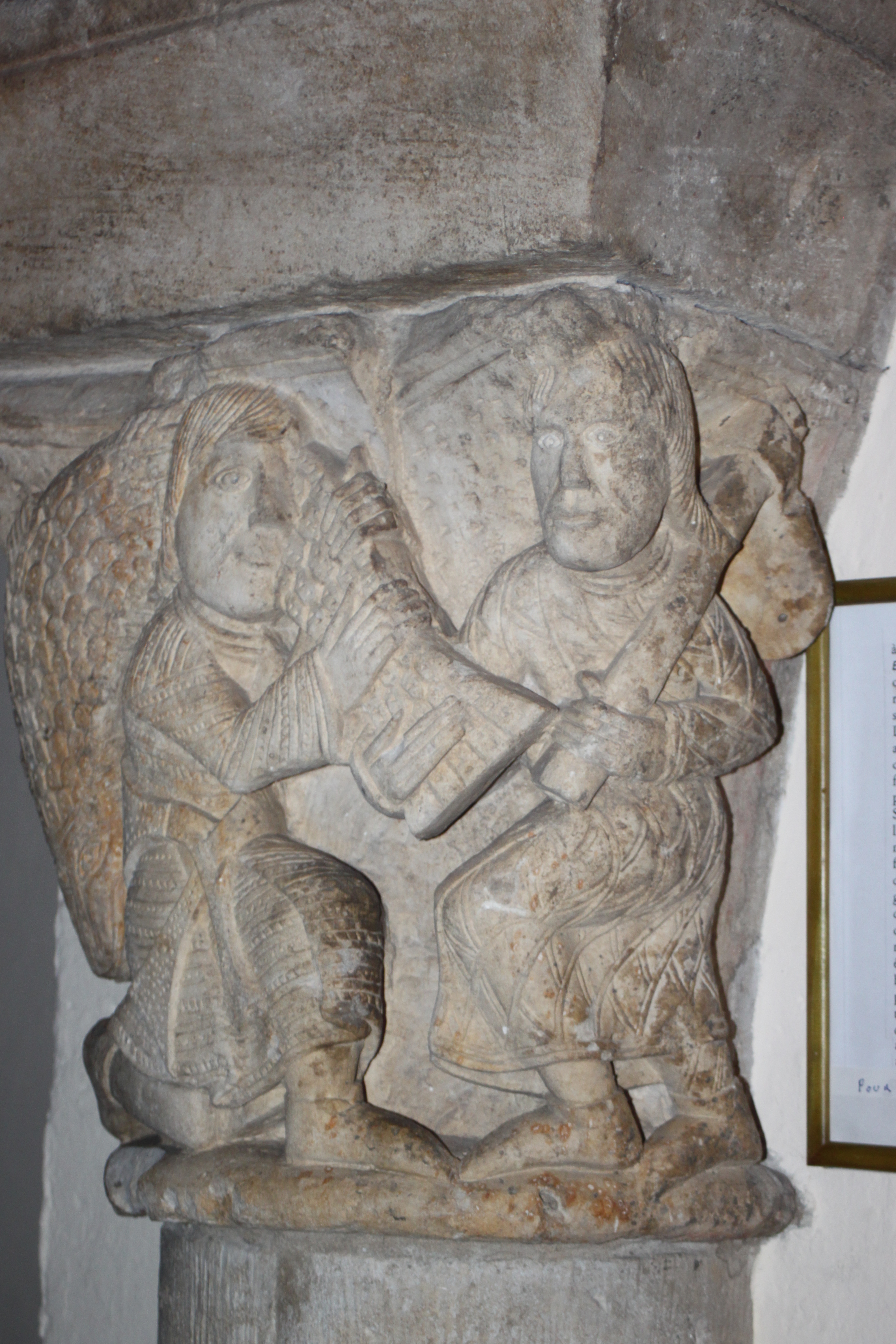
Porteur de poisson

L'extérieur de l'édifice est également d'une grande sobriété : seules quelques sculptures représentant des soleils, traditionnel symbole du pouvoir du roi Louis XIV ornent la façade et le clocher. Celui-ci, particulièrement massif mais relativement peu élevé, est couronné par une flèche en ardoises assez inhabituelle dans la région.
L'église a subi en 2007 une campagne de restauration complète qui lui a rendu son cachet originel.
Le clocher est équipé de 3 cloches dont une classée aux Monuments Historiques datant de 1632.

#### Château

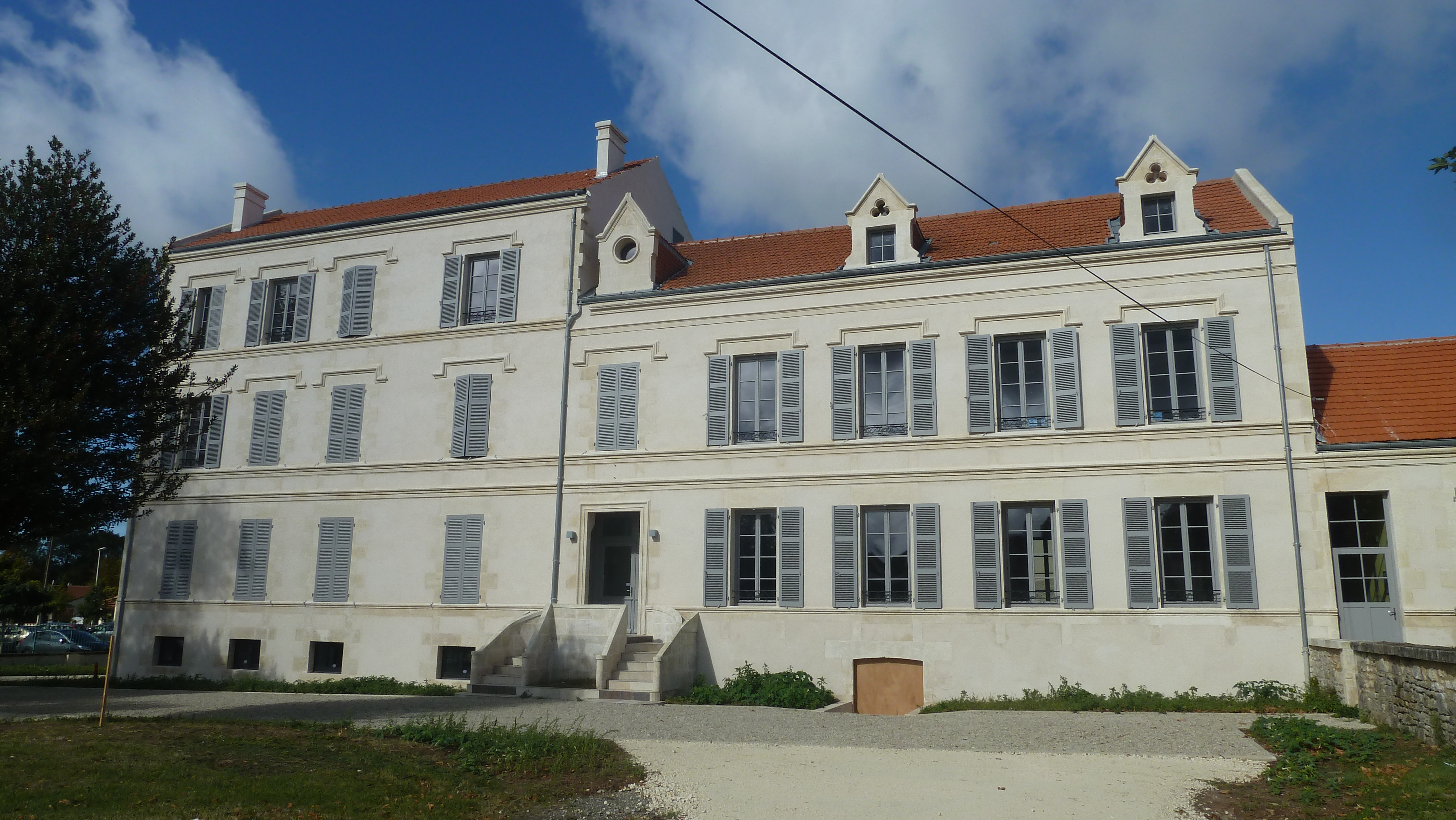
Le château après rénovation. C'est aujourd'hui un centre culturel.

Le premier château de la ville fut édifié dès 1475 pour le chevalier Olivier de Coëtivy, sénéchal de Guyenne et seigneur de Saujon, sur autorisation du roi Louis XI. En 1571, Denis-Pierre de Campet, un noble huguenot, épouse Bertrande Burlé, et obtient par ce mariage les terres de Saujon et les paroisses environnantes. En 1632, le cardinal de Richelieu, de passage dans la région, est séduit par les possibilités économiques et stratégiques de la ville. Il obtient une ordonnance royale forçant le propriétaire du château, Samuel de Campet, à vendre ses terres, et en devient propriétaire en 1638. C'est lui qui ordonne la reconstruction totale du château, afin de faire de la vieille forteresse médiévale une demeure d'agrément. Les travaux commenceront en 1639, sous la surveillance de Henri d'Escoubleau de Sourdis, archevêque de Bordeaux, mais le cardinal mourra quelques années plus tard, en 1642, avant de voir l'achèvement de son château.
L'édifice actuel comporte des éléments architecturaux datant de cette époque, mais il sera largement remanié au XIXe siècle.

#### Port de Ribérou
Aménagé au fond de l'estuaire de la Seudre, un peu en marge du centre-ville et en prise directe avec les prairies humides du Grand Marais (rive droite), le port de Ribérou — du latin ripa (rive) ou de l'occitan ribèira (rivière) — est un des poumons économiques de Saujon depuis sa création au XIe siècle. À cette époque, il tire parti de sa proximité avec les nombreux marais salants des environs et devient une plaque tournante du commerce du sel, cet « or blanc » qui fait la richesse des pays saintongeais. Des navires de toute l'Europe viennent y faire escale, embarquant également vin, saumures, céréales, puis eaux-de-vie à partir du XVIe siècle.
Cependant, l'estuaire de la Seudre s'envase progressivement — phénomène qui a provoqué la ruine du port de Broue, puis de Brouage peu de temps auparavant. La situation se dégrade encore plus pendant la période révolutionnaire, lorsque le moulin à marée, qui sert également à chasser les dépôts limoneux, est vendu et cesse toute activité. Dès lors, en l'espace de quelques années, les gros navires ne peuvent plus atteindre le port de Ribérou, et le commerce périclite. En 1822, une tentative de modernisation du port est mise en œuvre, comprenant la transformation du vieux moulin en écluse de chasse moderne, et le dragage du site. Ces efforts ne portent cependant pas leurs fruits, et dès 1835, la situation est redevenue catastrophique.

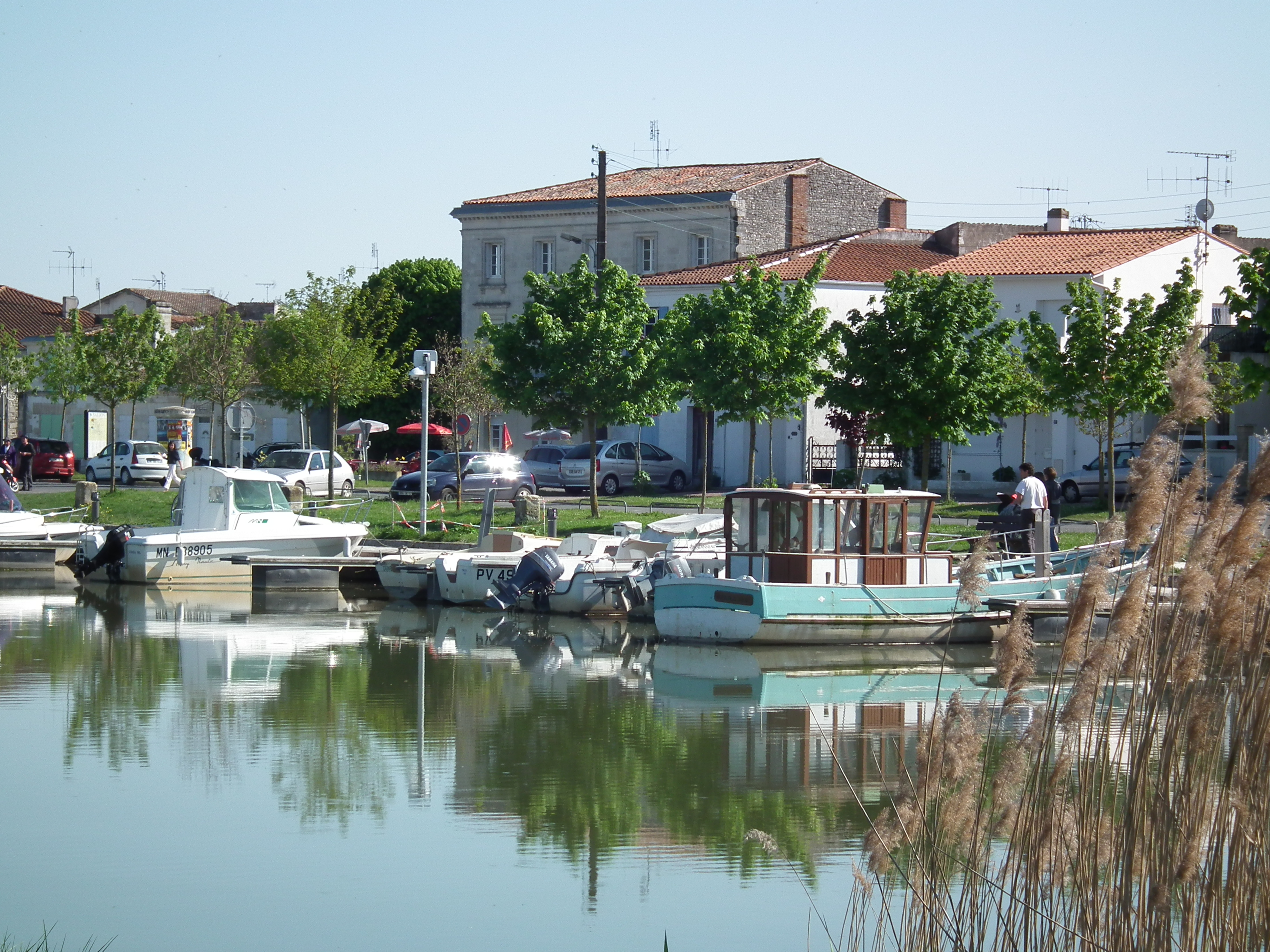
Le port de Ribérou, petit port de pêche et de plaisance sur la Seudre (photo avant travaux).

Un projet plus ambitieux est mis en œuvre à partir de 1839, sous l'impulsion, notamment, du ministre des travaux publics Jules Dufaure, natif de Saujon. Des quais en pierre de taille sont aménagés sur la rive gauche (dont un est baptisé « Quai Dufaure »), de même que des cales, tandis qu'un perré vient renforcer la rive droite. Une capitainerie, jouant aussi le rôle de maison éclusière, est construite sur la rive gauche. Ce petit bâtiment de 78 mètres carrés est conçu pour réguler le cours du Peudrit, petit cours d'eau venant se jeter dans la Seudre quelques mètres plus loin. Enfin, un pont à écluses est édifié, faisant la jonction entre l'estuaire de la Seudre proprement dit (eaux saumâtres) et un bassin de retenue (eaux douces). Le quartier environnant est partiellement réaménagé : s'il conserve de nombreuses ruelles pittoresques, caractéristiques des villages saintongeais, des immeubles bourgeois sont édifiés, dressant de belles façades en pierre de taille sur les quais.
Le port de Ribérou est à la fois un port de pêche et de plaisance. C'est également une base de départ pour certains sports nautiques (canoë-kayak). Sa longueur est d'environ 250 mètres pour 40 mètres. En 2011, un projet de mise en valeur du site commence à être mis en œuvre par la municipalité. Les places de parking qui se trouvaient aux abords des quais sont remplacées par une esplanade piétonne, agrémentée d'un mobilier urbain moderne (bancs, lampadaires et lampions). Des espaces verts devraient être mis en place par la suite, afin de rendre le site plus convivial. À proximité immédiate du site se trouvent une aire de camping-car et un boulodrome. Des chemins de halage, les « taillées », permettent de rejoindre la base de loisirs de La Lande (piscine, tennis, terrain de basket, stade, étangs de pêche et de navigation) et de poursuivre une promenade dans les espaces naturels environnants (marais de la Seudre).

#### Thermes
La première pierre du centre thermal fut posée en 1888, sous l'impulsion du docteur Dubois, spécialiste des maladies nerveuses établi à Saujon. Le bâtiment se compose d'une façade néo-classique rythmée par huit colonnes de pierre, inspirée par l'architecture des temples de l'Antiquité.
Des travaux d'agrandissement ont par la suite sensiblement modifié la structure de l'édifice, lui donnant son apparence actuelle. Un vaste parc entoure le centre thermal. De nombreux chalets de curistes, datant du début du XXe siècle, ont conservé leur architecture de l'époque.

#### Ancien minage

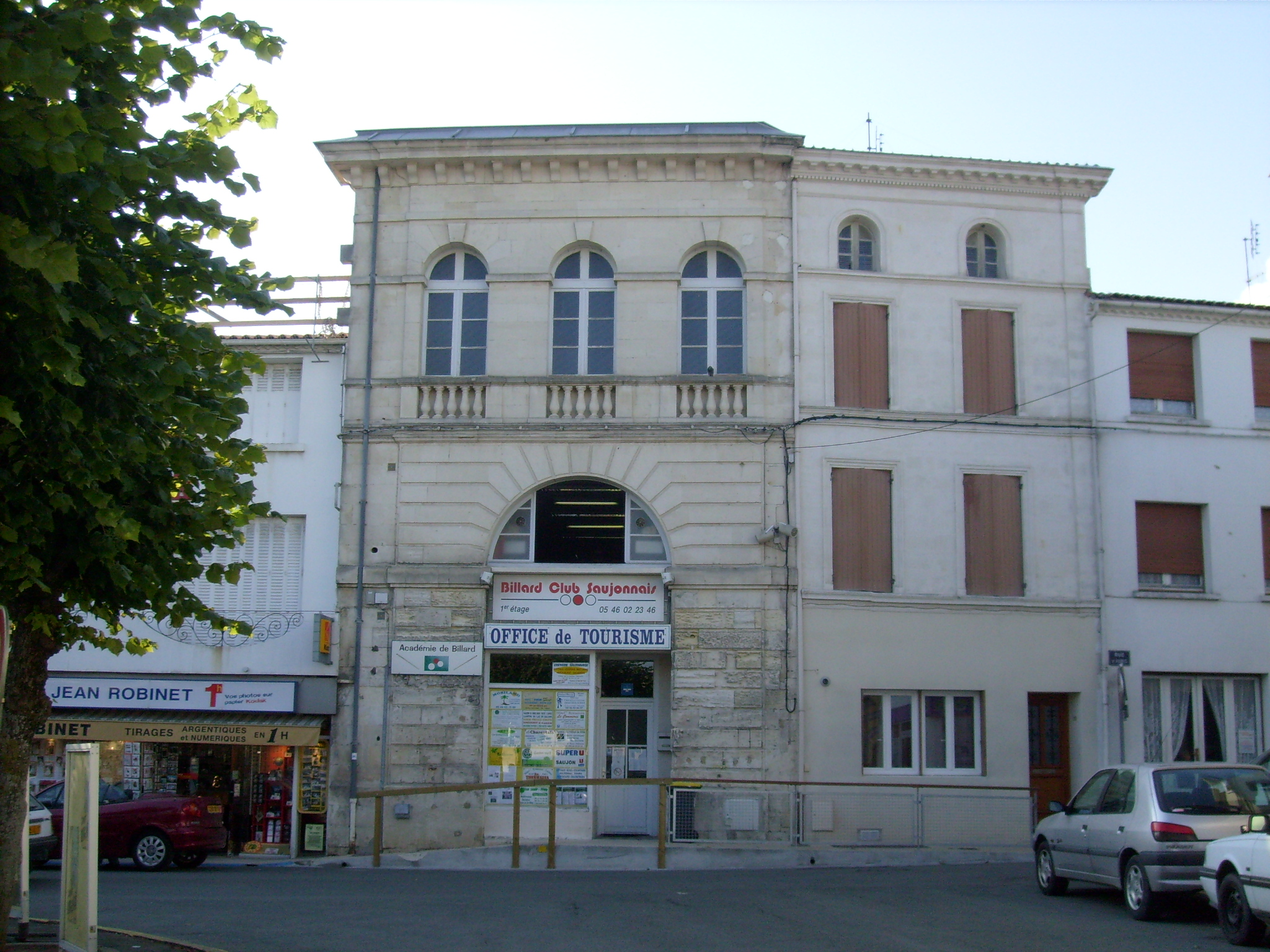
Le minage, actuel office de tourisme.

Le minage, qui abrite actuellement les locaux de l'office du tourisme de la commune, tient son nom d'un terme qui désignait sous l'Ancien Régime un droit perçu sur les marchandises. Situé à proximité des anciennes halles de la place de l'église (détruites en 1900), il servait à la gestion des produits vendus sur les marchés. Le bâtiment actuel, influencé par l'architecture néo-classique, date de 1856.

#### Aux alentours
Située au cœur de l'arrière-pays royannais, Saujon bénéficie de la proximité de nombreux sites touristiques. La ville n'est ainsi qu'à quelques kilomètres des stations balnéaires de la côte de Beauté (Royan, Saint-Georges-de-Didonne, Meschers-sur-Gironde...), dotées chacune de plages de sable fin et de toutes les infrastructures adaptées. Les sites naturels des marais de la Seudre (aux portes de la ville), de la pointe de Suzac (à Saint-Georges-de-Didonne) et de la forêt de la Coubre (pinède qui couvre une partie de la presqu'île d'Arvert) sont également facilement accessibles.
Saujon est en outre une bonne base de départ pour des excursions dans le bassin ostréicole de Marennes-Oléron : petits ports traditionnels de L'Éguille, de La Grève (La Tremblade) et de La Cayenne (Marennes), bourg médiéval de Mornac-sur-Seudre (l'un des plus beaux villages de France), ruines du donjon médiéval de Broue (Saint-Sornin), hameau de Pirelonge (écomusée, champs de lavande).
Entre Saujon et Saintes, la campagne saintongeaise compte également de nombreuses églises, célèbres ou non : abbaye de Sablonceaux, église à file de coupole de Saint-Romain-de-Benet, églises de Grézac, de Cozes, de Thaims, de Meursac…

### Patrimoine culturel

#### Équipements culturels
Une médiathèque est présente en centre-ville. Elle succède à l'ancienne bibliothèque municipale qui était autrefois située dans une salle du château. Elle occupe désormais un immeuble de la rue Carnot, la principale artère piétonne de la ville. Elle se compose de deux niveaux : le rez-de-chaussée est dédié à la consultation des ouvrages, tandis que le premier étage abrite un club informatique.
La salle de spectacle La Salicorne, de style avant-gardiste, accueille régulièrement des manifestations culturelles, des pièces de théâtre ou des concerts. Son acoustique est particulièrement propice aux concerts de musique classique. D'une capacité d'environ 600 places, elle se situe dans le quartier de La lande.

#### Langue saintongeaise

Aire linguistique du Saintongeais.

La commune est située dans l'aire linguistique du saintongeais, un dialecte faisant partie de la famille des langues d’oïl, branche des langues romanes, qui comprend également le français, l’angevin le picard et le poitevin avec lequel il est souvent regroupé dans un domaine plus vaste, le poitevin-saintongeais.
Le saintongeais (saintonjhais) est la langue vernaculaire parlée en Saintonge ainsi que dans une partie de l'Aunis, de l'Angoumois, mais aussi dans quelques enclaves de Guyenne (Pays Gabay ou Grande Gavacherie, Petite Gavacherie autour de Monségur dans l'Entre-deux-Mers et enclave du Verdon, en Médoc). On l'appelle parfois aussi le charentais ou encore le patois charentais. Les locuteurs sont dits patoisants.
Le saintongeais a fortement influencé l'acadien et en conséquence, par ricochet, le cadien ; quant au québécois, il a été influencé par les parlers tels que le normand, le francien et le saintongeais.
La langue saintongeaise présente de nombreux traits communs avec des langues telles que le cadien ou l'acadien, ce qui s'explique par les origines saintongeaises d'une partie des émigrants vers la Nouvelle-France au XVIIe siècle.

#### Gastronomie

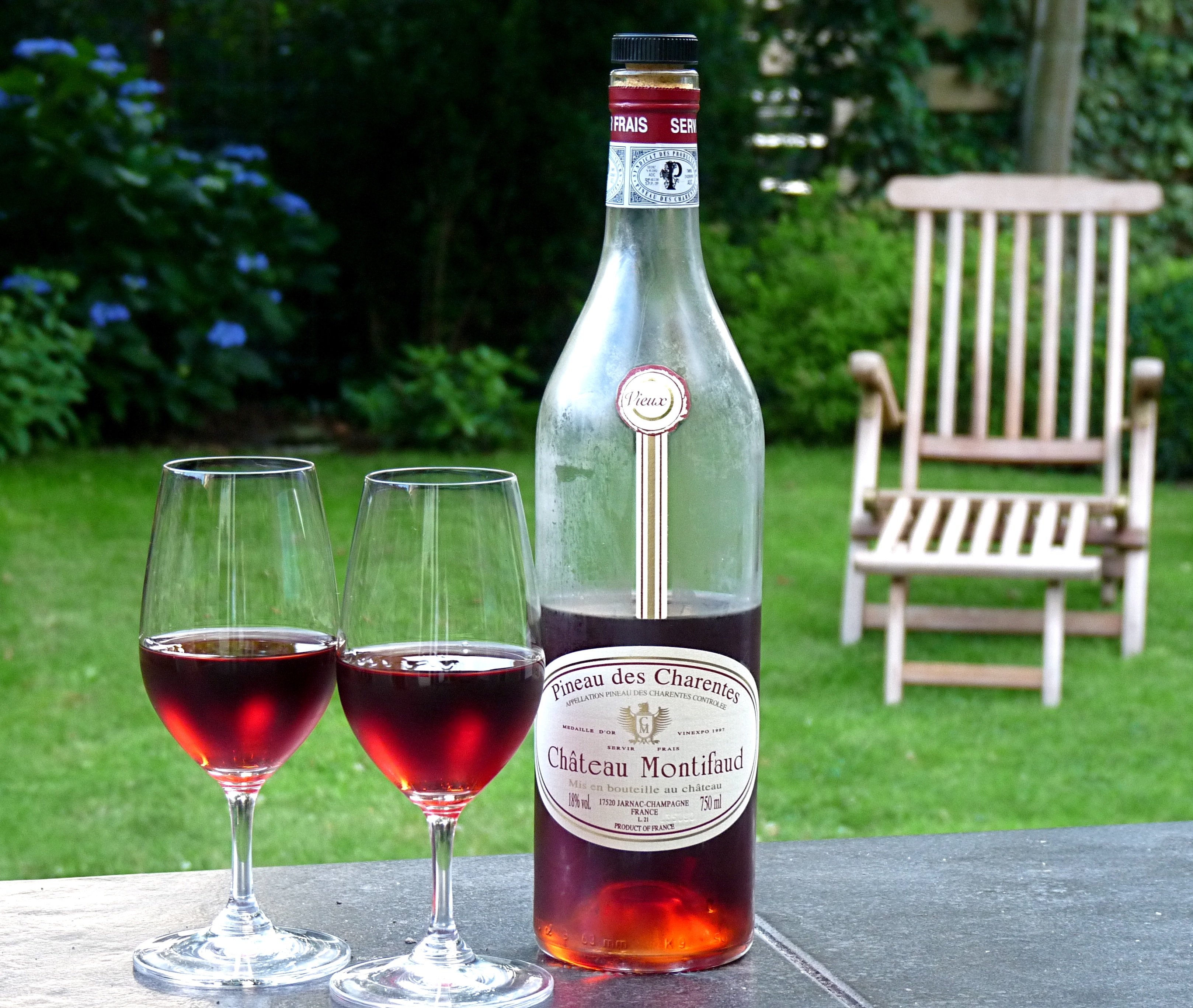
Le pineau-des-charentes est un vin de liqueur produit traditionnellement dans la région.

La gastronomie saintongeaise est principalement axée sur trois types de produits : les produits de la terre, les produits de la mer et les produits de la vigne.
Les préparations à base de viande de porc occupent une place prépondérante dans la cuisine régionale : ainsi des gratons ou des grillons, sortes de rillettes à base de viandes rissolées et confites dans leur graisse, du gigourit, un civet mêlant sang, gorge, foie et oignons, ou de la sauce de pire, à base de fressure, d'oignons et de vin blanc de pays.
La cuisine saintongeaise intègre tout naturellement de nombreuses recettes à base de « cagouilles », le nom local de l'escargot petit-gris. Animal tutélaire de la Saintonge, il est notamment cuisiné « à la charentaise », c'est-à-dire cuit dans un court-bouillon agrémenté de vin blanc, d'ail et de mie de pain.

Zone de production du cognac et du pineau.

Parmi les autres spécialités locales, il convient de noter également les pibales (alevins d'anguille pêchés dans la Gironde, spécialité de Mortagne et de Blaye), les huîtres de Marennes-Oléron, les sardines de Royan, les « thyeusses de gueurnouilles » (cuisses de grenouilles), la sanglette, une galette préparée à base de sang de poulet et d'oignons cuits, le farci saintongeais (variante du farci poitevin), le lapin au pineau, le foie gras ou encore les confits.
Les desserts traditionnels sont issus de la cuisine paysanne : millas (gâteau à la farine de maïs, qu'on retrouve dans une grande partie du Sud-Ouest de la France), galette charentaise, au beurre Charentes-Poitou, ou encore merveilles (beignets).
Les vignes de la région servent à la confection d'eaux-de-vie réputées, telles que le pineau-des-charentes et plus encore, le cognac. La commune de Saujon est ainsi intégralement située dans la zone de production des « bons bois ».

#### Associations
La ville de Saujon compte plusieurs associations visant toutes les tranches d'âges.
Les activités proposées peuvent être sportives, mais elles couvrent un plus large spectre : association Victoria station ou Lire ensemble (animations pour les jeunes enfants), association 200 % Guilde des jeux destinée en priorité aux adolescents, associations culturelles (théâtre, philatélie, histoire et archéologie, Saintonge littéraire...), à vocation folklorique (association les batégails) ou destinées aux aînés.

### Personnalités liées à la commune
- Armand-Jean du Plessis, cardinal-duc de Richelieu, né en 1585 à Paris et décédé en 1642 dans la même ville, baron de Saujon et principal ministre d'État de Louis XIII ;
- Guillaume Manès, dit William Manès, né à Saujon en 1798, mort à Saujon en 1881, géologue, ingénieur du Corps des mines ;
- Jules Dufaure, né à Saujon en 1798, mort à Rueil-Malmaison en 1881, avocat et homme politique français ;
- Émile Gaboriau, né à Saujon en 1832, mort à Paris en 1873, écrivain français ;
- Jean Moinet, né à Rochefort en 1836, mort à Cauterets en 1894, docteur de marine, chevalier de la légion d'honneur et sénateur de Charente-Inférieure de 1891 à 1894, s'est marié à Saujon en 1873 et y résida jusqu'à son décès en 1894, il y est inhummé.
- Paul Beau, né à Bordeaux en 1857, mort à Paris en 1926, diplomate et gouverneur général de l'Indochine, était lié à Saujon par sa famille et était conseiller général du canton ;
- Georges Gorby, né à Saujon en 1862, mort à Nesles-la-Vallée en 1948, acteur français ;
- André du Bois de La Villerabel, né à Saujon en 1864, archevêque ;
- Maurice Gourbeil, gouverneur du Sénégal, de la Cochinchine et de la Martinique, né en 1867 à Rochefort, mort en 1948 à Paris, lié à Saujon par sa famille et y est inhumé ;
- Félix Vieuille, basse français né à  Saujon en 1872, mort et enterré dans la même ville en 1953 ;
- Gaston Balande, peintre, né à Madrid en 1880, il passe sa plus tendre enfance à Saujon. Avant de disparaître en 1971 il lègue une partie de son œuvre à la commune. Il est enterré à Nieul-sur-Mer ;
- Jean Vieuille, baryton-basse français, neveu de Félix Vieuille, né en 1902 à Paris, décédé en 1967 à Saint-Georges-de-Didonne enterré au côté de son oncle ;
- Jacques Dubois-Meynardie, négociant à Marennes, fils de négociant de Saujon, né à Bordeaux en 1796, et décédé à Saujon le 9 août 1880. Propriétaire d'une maison Grande Rue où il est décédé. Enterré à Montsanson.

### Héraldique, logotype
| Blason de Saujon | Blason  | Parti : au 1er d'azur à la fasce accompagnée en chef d'un croissant et en pointe d'une coquille, le tout d'argent, qui est Campet de Saujon, au 2e d'argent à trois chevrons de gueules, qui est Du Plessis-Richelieu. Devise / CriCampé en riche lieu. |
| Blason de Saujon | Détails | Le statut officiel du blason reste à déterminer. |

Ancien logotype de Saujon.
Logotype actuel de Saujon.